# 蒼き鋼のアルペジオ
『蒼き鋼のアルペジオ』（あおきはがねのアルペジオ、ARPEGGIO OF BLUE STEEL）は、Ark Performanceによる日本の漫画作品。単に『アルペジオ』と略されることもある。
『ヤングキングアワーズ』（少年画報社）において、2009年11月号から連載中。単行本第1巻のキャッチコピーは「少女たちが世界を滅ぼす…」。近未来の日本とその近海を主な舞台として、潜水艦が活躍する青年向けSF海洋戦記漫画である。話数は「Depth.（深度）○○」とカウントされる。
2013年5月29日にアニメ化が発表。同年10月から12月まで放送され、テレビアニメの再編成版を前編、完全新作を後編とする映画版が、2015年の春・秋に上映された。2017年7月時点で累計発行部数は200万部を突破している。
本稿では『ソルティ・ロード』を始めとするスピンオフ作品群も併せて解説する。

## あらすじ
プロローグ
西暦2039年、温暖化の影響により地上での版図を大きく失った人類の前に、突如として世界各地へ霧と共に、第二次世界大戦時の軍艦を模した正体不明の大艦隊が出現。現代の科学力をはるかに超える超兵器と、独自の意思を持ち乗員なくして動く“霧”の艦隊と名づけられたその勢力により、人類はほぼ海上から駆逐された。
シーレーンも、海を隔てた長距離通信も絶たれ、人類は各地に孤立してしまう。事態の打開策も見出せぬまま、経済活動や政治・軍事の混迷により人類同士での内乱も生じ、衰退への道を転がり落ちていった。
序盤
“霧”の艦隊の出現から17年後の西暦2056年、元士官候補生の千早群像とその仲間達は潜水艦イ401に乗り込み、人類にも“霧”の艦隊にも与せず独自の航路を採っていた。彼らの存在は双方の勢力から危険視される。
きっかけは、海軍提督だった群像の父親千早翔像が戦死を遂げたことであった。士官学校の生徒として潜入中だったイ401のメンタルモデル（艦を女性に擬人化したナノマテリアルによる構成物）であるイオナは、亡き提督の遺言に従ってその息子たる群像と接触する。群像に触れたイ401は彼に指揮を委ねることを決意し、イオナを通じてその旨を伝える。見えない未来と打開できない現状に閉塞感を抱いていた群像はイオナの提案に従い、イ401に乗艦した同級生たちと共に横須賀を離れる。
やがてイ401の独自行動は“霧”の艦隊の東洋方面巡航艦隊の軍団長コンゴウに危険視され、戦艦ヒュウガが刺客として差し向けられるが、イ401はヒュウガを撃沈する。さらに事態が看過できなくなったことにより、重巡洋艦タカオがイ401の撃沈に乗り出すが、撃沈したヒュウガのパーツを組み込んだイ401に敗北する。撃沈されたヒュウガはメンタルモデルを構築して群像たちに協力していたのである。さらにタカオもまた群像に心惹かれ、“霧”の艦隊を離れる。
人間が“霧”の艦隊を圧倒する理由こそは、“霧”の艦隊が持ち得ない『指揮官』や『戦術』という概念だったが、彼女たちが群像を見込んで“霧”を離反した理由は、そんな単純なものばかりではなかった。様々な出来事により東洋方面巡航艦隊の艦たちは群像の協力者となっていき、やがて蒼き鋼と呼ばれる艦隊に集結する。
人類の切り札となる新兵器「振動魚雷」のアメリカ合衆国への移送依頼を受けた群像と、これを阻止しようとするコンゴウとの死闘が始まる。

## 登場キャラクター
漫画版設定の担当声優はドラマCD版での配役。アニメ版の記述は分けて記載する。

### 蒼き鋼（蒼き艦隊）
千早群像率いる、元“霧”の艦であるイ401を旗艦とした艦隊。艦艇色は青系統と灰色（軍艦色）。現在イオナ、ヒュウガ、タカオの三艦が所属。イ401以外は一度船体を失って“霧”側に回収されているため、霧の艦艇としてはイ401のみが単独で存在する状態だが、代わりに人類側の新世代の潜水艦である白鯨と共同で行動するようになっている。なお、イ401のクルーは静を除き、横須賀の海洋技術総合学院の同級生である。
千早 群像（ちはや ぐんぞう）
声 - 福山潤
本作の主人公。18歳。海洋技術総合学院の士官候補生だったが、物語開始時の2年前に海洋技術総合学院へ生徒として潜入していたイオナと出会い、政府の制止を振り切り2人で出奔、イ401の艦長となる。以後、敵対勢力からは「航路を持つ者」とも「戦艦殺し」とも仇名され畏怖されることになる。タカオからの攻撃を直前で察知するなど戦況分析に秀でる。海洋技術総合学院での成績は総合2位（杏平曰く「万年2位」）。常に冷静沈着で、若くして政府高官とも対等に渡り合えるほどの度胸を持ち、聡明な頭脳と機転で的確な戦術を即座に立案する。その姿勢はタカオのように敵さえも魅了するほどだが、ゾルダンに敗北した際は自室で感情的になるなど内面には年相応の幼さも残る。
上陰次官補より鹿島沖に展開中の“霧”の巡洋艦の撃沈依頼を受けた。
新兵器・振動魚雷のアメリカ合衆国への移送依頼を受ける。
“霧”の艦艇の多くがメンタルモデルを持ち始めたことを受け、メンタルモデルによってコミュニケーションが可能であるのではないかと考えており、その事実こそが世界を変える鍵だと考えている。
対黒の艦隊戦ではマツシマをコアとしたオプション艦による超重力砲を自らが搭乗した状態で戦闘を行うという、いわば自身を囮にした作戦を行う。しかし作戦は成功したが、コンゴウが撃沈寸前に放った攻撃がマツシマに直撃してしまう。その後、船首のみとなったコンゴウに激突される形でマツシマから回収され、束の間の会話を行ったあと、負傷した肉体の修復も兼ねてハシラジマに設置された医療カプセル内で眠りにつくことになる。
Depth：094にて、アドミラリティー・コードの手によって回復措置を施されて覚醒する。
グンゾウ
コンゴウやチョウカイが損傷した群像の身体を新たに構築し、群像の記憶や心を再現しようとしたクローンだが、完全再現には至らず子供の姿をしている。
コンゴウやチョウカイが群像の魂を幾度も移そうと試した結果、グンゾウには群像の精神の鋳型しか受け継がれず、結果的にメンタルモデルと人間のハイブリッドとして固有の自我が芽生えつつあり、群像の復活後もハシラジマに滞留している。
アニメ版
声 - 興津和幸
顔つきがより中性的になっている。イオナとの出会いが少し変更されている。コンゴウを招いて硫黄島で会食を開くなど、独自のアプローチで霧と分かり合おうとしていたが、警戒していたコンゴウの策でそれも失敗に終わる。コンゴウとの交戦を切り抜けた先でイ400に撃沈され生命の危機に陥るもイオナの尽力で助かり、タカオ達に救助された。その後は復活したイオナの指揮を取ってアメリカへ向かい、追跡してきたコンゴウを退けてアメリカに振動弾頭を届けることに成功した。『DC』ではヒエイに「誰もが幸せになるために生まれてきたんだ」と説き、電波ジャックで姿を現した翔像の姿に驚愕する。しかし、『Cadenza』ではムサシと邂逅したイオナから過去の真相を伝えられ、翔像が人類を裏切っていなかったことを知り安堵した。そして、イオナ・タカオ・ヒュウガ・ハルナ・キリシマ・コンゴウらと共に「蒼き艦隊」としてムサシを倒し、役目を終えて消えていくイオナを涙ながらに見送る。全てが終わった後は翔像と沙保里の墓に訪れ、終わったことを報告した。
イオナ【イ401】
声 - 悠木碧
元“霧の艦隊”所属の艦艇で、旧帝国海軍伊四〇〇型潜水艦二番艦・伊四〇一の形状を模す。「イオナ」の名は人類からもらったという。「霧乃イオナ」と名乗り海洋技術総合学院へ生徒として潜入していた時期があり、この時のデータを元にタカオやイ402が人類と接触するための行動パターンを構築している。現在は自分の意思で群像達をクルーと認め、その指示・操作に従って行動している。
ヒュウガの手による改装で本来“霧”の潜水艦には搭載されていない超重力砲を装備。ただし戦闘能力と引き換えに、同型艦のイ400やイ402が持っている超戦艦並の探査能力を犠牲にしており、タカオの捜索に後れを取る要因となった。硫黄島放棄後は、ヒュウガが副処理装置としてサポートに付き、超重砲艦「イツクシマ」「ハシダテ」その中枢艦兼随伴補給艦「マツシマ」などのオプション艦を用いたミカサ戦術システムの運用など、飛躍的に戦闘能力を高めている。なお、オプション艦はヒュウガが自身の使った旗艦装備を元に作ったもので、従来の霧の艦とは異なり重要部だけナノマテリアルが使用されたハイブリッド艦となっている（401自体も補給が難しいナノマテリアル消費を抑えるために、人類側の資材で代替可能な部位はそれに置き換えている）。さらに霧では運用を止めている艦載機としてセイランを3機搭載している。
メンタルモデルであるイオナは銀髪の小柄な少女の姿をしており、服装はTシャツにショートパンツなどのカジュアル系が多い（コンゴウ艦隊との戦闘突入後は群像が別行動しているからか、「万年二位代理」と書かれたTシャツを着ている）。必要なこと以外はあまり喋らない寡黙なタイプであるが、ふざけた言い回しをしたり、いわゆる「ギャグ顔」的なとぼけた表情が描かれることもあり、無愛想というわけではない。実はなかなかイイ性格をしており、イ402によるとタカオに負けず劣らずなツンデレである模様。演算キャパシティの余裕にもよるが、人手不足などで手が必要な場合、額に番号が振られた3頭身くらいにデフォルメされた小柄な分身体を出現させて作業に従事させることもできる。メンタルモデルを持つ“霧”の艦の中ではヤマトに並ぶ最古参の一人。対コンゴウ戦においては、船体コントロールの全てをクルーに任せて自身はセイランのコントロールに集中するなど、群像を含めた401クルーに対して強い信頼を持っていることがうかがえる。
霧の艦隊を離れても戦術ネットワークに繋がったままであるのは霧側の者達も本人からすらも疑問に感じられていた事柄だったが、二時間のシステムチェックとして眠りについている間に行われた「自己診断プログラムみたいな物」を名乗る存在との精神世界での会話（自己診断プログラム曰く「これは夢のようなもの」）によって、実はイオナそのものが戦術ネットワークであり、自分自身を切り離せるわけがないという事実が明かされる。その会話の際のイオナの姿は普段表出しているメンタルモデルとは髪色や服装がまったく異なっており、自己診断プログラムによるとこのイオナのことは表のイオナ自身を含めてまだ誰にも気づかれておらず、ネットワークの件もこのイオナのことも表のイオナが知らないのは自分自身で設定したことであり、それが正常で完璧に動作している証であるという事実も判明。「自己診断プログラムみたいな物」も含めたイオナについての新しい謎が描写された。しかし目覚めたイオナはこの会話のことを記憶しておらず、他にも何かあったようなという感覚はあってもログにはシステムチェックと記録されているのみだった。
アニメ版
声 - 渕上舞
性格が大きく変わっており、服装は青いセーラー服で統一されている。分身体も存在しない。原作のようなギャグ表現をすることは無くなり常に無表情で、無垢で機械的な少女といった風になっており、群像を乗せた理由についても初期時点では「『群像を乗せ、群像に従え』という命令に従った」と言っている。しかし、硫黄島で出会ったタカオの問いかけを切っ掛けに自らの存在に思い悩むようになり、感情を表すようになった。ヒュウガ曰く、スペシャルで突然変異の存在であり、それが進化なのかあるいは癌細胞のような悪性変異であるのかは未知数とされる。また、刑部邸襲撃の際にメンタルモデル姿で乱入し白兵戦で陸軍部隊を壊滅させ、ハルナや蒔絵を救出する場面が新たに追加された。彼女が霧側のネットワークの基幹的存在である事実はアニメ劇中では言及されないが、メンタルモデルが概念伝達にてコミュニケーションを行う東屋のある仮想空間は、イ400によればイオナが生み出したものであるという形で暗示されている。
硫黄島を襲撃したコンゴウから逃走することに成功するも直後に400と402によって撃沈されて船体の大部分を失い、群像自身を犠牲にして船体の保全を優先せよとの命令に背き、メンタルモデルのナノマテリアルをも費やして彼の生命維持を優先し、ユニオンコアのみに成り果てる。直後タカオによって救われ、彼女の船体と引き換えに復活した。この際タカオと個性が混ざり合い、船体は401の本体にタカオの艤装を得たようなハイブリッドの姿「“アルス・ノヴァ”モード」に変貌を遂げている。姉妹艦の400と402との戦闘では彼女達と戦いたくない旨を内心抱いていた。追跡してきたコンゴウが死を覚悟していることを察し、彼女を救うため、単身にて乗り込み現実世界と仮想空間で同時に最終決戦を挑む。アニメ本編終了時には“アルス・ノヴァ”モードは解除されている。
劇場版ではアニメ版における彼女の正体が判明し、潜水艦が自力ではメンタルモデルを形成出来ないこと、今のイオナはヤマトからコアを譲り受けた人形（バックアップ的存在）に過ぎないことが明かされた。また、元々はムサシ直属の巡航潜水艦だったが、ヤマトが撃沈された際にムサシ旗下の艦艇の中で海中に沈みゆく彼女の一番近くに居たために彼女の最後の願いと言い換えても良い勅命を受け、日本に赴いたことがアニメ版における全ての始まりとなっていることも語られた。『Cadenza』ではヤマト復活の際にイオナの人格は消滅するとムサシは考えていたが、終盤にヤマトの力を発現させた際には両者の記憶が混ざり合ったような状態でありながら主人格はイオナのままであったため、ムサシから激しく拒絶された。決戦においてヤマト・ムサシと共に消滅したかのように思われたが、エンドロール後のパートで健在であるという解釈も可能なラストになっている。
艦体の艦番号I-401の下に書いてあるのは、「"Dreifach ist der Schritt der Zeit: Zoegernd kommt die Zukunft hergezogen Pfeilschnell ist das Jetzt entflogen Ewig still steht die Vergangenheit..."」というフリードリヒ・フォン・シラーの詩で、意味は「時の歩みは三重である：未来はためらいつつ近づき、現在は矢のように速く飛び去り、過去は永久に静かに立っている…」となる。
橿原 杏平（かしはら きょうへい）
声 - 白石稔
イ401火器管制担当。常にゴーグルを着用している浅黒い肌をした陽気な男。肩にはタトゥーがある。学院での成績は総合200番台だが、砲術と水雷は10位以内で、その砲雷撃技術は霧の艦隊からも賞賛を受けるほど。艦内に映像ソフトを各種持ち込んでおり、中でも「ハイソニックミクちゃん」なるアニメ作品はイオナもお気に入りであるらしい。
当初イオナに対しては“霧”のデータベースにアクセスできることなどから疑念が残っており、少なくとも対タカオ戦直後の時点ではまだ完全に払拭できていない模様。
アニメ版
声 - 宮下栄治
アニメオタク的な描写は無いが、身につけているシャツには「HI-sonic」のロゴがある。艦橋の火器管制コンソールの周りにピンナップを何枚も貼り付けているが、これが実写グラビアなのかアニメキャラであるのかは不明。
八月一日 静（ほづみ しずか）
声 - 上田麗奈
ソナー・センサー担当。前髪を切りそろえたストレートロングの黒髪に眼鏡をかけた少女。彼女のみ他のクルーより後から参加している。硫黄島基地が襲撃された際、「特殊部隊の相手は無理」と言いながらもトラップ類を駆使してプロの軍人をかなり翻弄しており（硫黄島で対峙した軍人からは偵察兵の手口と評される）、なんらかの実戦経験がある様子をうかがわせた。兄と父から戦闘技術を学んだような描写がある他、台湾に残された日本人であり父も兄も存命、群像達が台湾に寄港時にクルーになったらしいが、参加の経緯を含めて過去は現時点では不明。
アニメ版
声 - 東山奈央
対ヒュウガ戦を題材としたドラマCDで、401に乗船するため台湾から船で日本へ向かう途中に船をヒュウガによって沈められ、漂流していた所を偶然通りかかった401に保護されて、以後クルーとなったことが明かされている。
織部 僧（おりべ そう）
声 - 杉田智和
イ401副長。論理的で常識的判断が特徴。群像と琴乃の幼馴染で、当時から今に至る群像の心情を案じている。頭部を全て覆い隠す形状の高性能マスクを常に着けており、素顔は不明。ドラマCDによると学院時代には「アレルギー持ち」として知られていた模様。杏平曰く、プレゼン資料やリストの作成といった作業を非常に好むタイプ。学院での成績は総合4位。普段は群像の補佐や艦内のダメージコントロールを担当しているが、操舵の腕前は一級品であり、『Cadenza』ではその操舵技術を発揮している。
アニメ版
声 - 松本忍
大きな違いはない。マスクに関しては「アレルギー避け」として説明していた。

四月一日 いおり（わたぬき いおり）
声 - 豊崎愛生
機関・技術担当。担当故に1人だけ配置がブリッジと離れているため、よくイオナ2号（前述の“分身体”）を派遣してもらっている。イオナと仲が良く、作戦会議などの際には2人でくっついている姿がよく見られる。学院での成績は総合5位。もっとも霧の動力源を知る人類と評されている。有毒ガスの充満する機関室でミョウコウの攻撃で受けた破損に伴う動力源の修理を行っている時、酸素を供給するホースが破損し生命の危機に陥るが、破損箇所から偶然入り込んだアシガラとハグロに発見され、アシガラの個人的な思惑から救助される。Depth:068時点では意識は戻っていないものの、容態は安定しているとイオナが群像に説明している。
その後、横須賀に撤退してきた401から治療のため上陰に預けられる。そして統制軍総合病院で厳重なセキュリティの中療養しておりそんな中プレゼントに紛れたキリシマの訪問を受ける。
アニメ版
声 - 津田美波
分身体が存在しないため、イオナ2号と戯れる描写が無く、被弾に伴うシーンもカットされているので意識不明になる描写もない。
タカオ
声 - 佐藤利奈
旧帝国海軍高雄型重巡洋艦一番艦・高雄の形状を模した元“霧”の艦。メンタルモデルは蒼い長髪にスレンダーな体つきの女性の姿。イオナと同じように、デフォルメされた分身体を出して様々な雑用をさせている。ヒュウガの言によれば「乙女プラグイン」なるものを実装済みで、それ故か群像に対して恋心にも近い感情を抱いており、時折妄想にふける場面も見られる。イオナ曰く「ツンデレ重巡」。
登場時には名古屋沖に配備された“霧”の早期警戒艦であったが、潜水艦501を伴ってイ401と交戦し敗退。この時の経緯から人間、特に千早群像（当初は艦のユニットとしての『艦長』）に対して強い興味を抱き、“霧”の指揮系統から独断で離れ出奔。1週間程度を人間社会に紛れて過ごした後、硫黄島基地へ先回りして群像らを待ち受けていたところをヒュウガに拿捕され、それ以来一行に加わることとなった。ヒュウガとは群像とイオナを巡る双方の利害の一致から協力関係を結ぶが、実際のところ各々の群像とイオナに対する評価が正反対であることからケンカになることも多い。
その後、群像らとは別働隊として横須賀方面に向かうが、ここでU-2501と接触し交戦。2501にも多大な損害を与えたものの撃破され、艦体は喪失、メンタルモデルにも損傷を受けてしまう。この戦闘後、イ402に救助されて総旗艦艦隊と緋色の艦隊が秘匿事項としているミラーリング・システムを目撃したことによってU-2501との戦闘記録のロックの上で総旗艦ヤマトの身柄預かりという形で少量のナノマテリアルが与えられてメンタルモデルのみ修復された。現在はイ402と共に横須賀へと赴いており、そこで「蒼樹タカオ」と名乗り海洋技術総合学院の生徒として過ごしながら、キリシマとハルナがかつての第4施設焼失事件を調べるために訪れるのを待ちかまえている。そこでの生活で男子生徒に異常にモテており、男子を近づけないよう女子生徒が周りをガードしていたり、下駄箱からラブレターが雪崩のように溢れる様が描写されている。
ハルナが学院に転入後、ナノマテリアルで新しい船体を作りマヤと顔見せ程度にやりあう。
アニメ版
声 - 沼倉愛美
イオナと同じく分身体が存在しない。硫黄島までは原作と同じだが、コンゴウが群像達に宣戦布告した後、“一宿一飯の恩”という名目で蒼き鋼の艦隊に加わる。同時に艦の発光色も赤から青に変化した。401の代わりに振動弾頭とイオナのクルーおよびハルナ、キリシマ、蒔絵を乗せ、こちらが囮艦であるかのように振る舞うという群像の作戦を実行しコンゴウを欺いた。撃沈された401の捜索をヒュウガですら諦めようとする中、一人で必死に探し続け、発見した後自身のナノマテリアルをすべて使い、401を主体に融合した。だが、ユニオンコアは無事であり「イ401“アルス・ノヴァ”モード」の自立制御プログラム内に存在している。戦いが終わった後、メンタルモデルが修復されている。
『Cadenza』ではヒュウガの支援で船体を回復。群像のお使いとして横須賀に赴いており、原作同様に海洋技術総合学院の制服に身を包んでいる。ダイオミード諸島の海戦ではヒュウガが勝手に組み込んだボーリング・システムでアシガラと文字通りの格闘戦を繰り広げるが、カッコ悪い、軍艦らしくないという理由で文句を言いつつ戦っていた。最終的に船を降りてメンタルモデル・アシガラと取っ組み合っている最中にイオナの停戦命令を聞く。
ヒュウガ
元々は旧帝国海軍伊勢型戦艦二番艦・日向の航空戦艦時を模した“霧”の大戦艦。“霧の艦隊”所属時には東洋方面第2巡航艦隊旗艦で、タカオもキリシマも当時は彼女の麾下であった。物語開始時点の前年にイ401と交戦し、敗退。ユニオンコアは無傷であったがこの敗北を以ってイオナに対して完全に心酔してしまい、群像らの協力者となった。
交戦時点ではメンタルモデルは保持していなかったが、麾下となるにあたり群像の指示で生成させ、以降、本編登場時より艦は持たずメンタルモデル単体で活動している。メンタルモデルの外見は片眼鏡を掛けた知性派然とした女性の姿をとり、科学者風に白衣をまとっていることも多い。ただし外見に反して性格はかなりはっちゃけており、あまりの変人っぷりにギャグキャラとして描写されることが多い。イオナに対しての感情はかなり同性愛方面へと向かっているため、イオナの艦長である群像を嫌っている（硫黄島脱出後は比較的理知的な描写が増えており、少なからず群像のことを認めるような描写も増えてきている）。
姉であるイセのことは相当苦手らしく、ユキカゼからイセが来るということを聞かされただけで即座に自分の回収を願うほどに苦手としている。マツシマで作戦行動をとる群像の時間稼ぎをするために単独で出撃し、ヒエイと対峙する。巧みな話術でヒエイの気を逸らしながら、かつての自身の船体の残存ナノマテリアルで構成した主砲ユニットを直前まで移動させることに成功したものの、結果的にヒエイと相打ちという形となる。その後コアのみの状態となりながらも群像の補助を行う（コアのみの状態では通信もできないため、自身のコアの周囲に輪状のアンテナユニットと思われるものを構成している）。その直後ユキカゼにコアの回収を提案されるも群像とイオナのサポートのために拒否するも、上記に通りユキカゼからイセが来ることを聞かされた結果、ユキカゼに自身の回収を依頼する。401のコンゴウ撃沈と同時にコンゴウにより狙撃されたマツシマに乗る群像を救出するために、ユキカゼと共に行動を開始するが、ユキカゼに対してヤマトが撤退命令を出したために救出をあきらめて海域を離れることとなる。ヤマトによってコンゴウの後釜としてメンタルモデルと艦体を再製造されたうえ第一巡航艦隊の旗艦にすえられることとなった。
イオナ曰く「メカフェチ」であり、蒼き艦隊に敗北後は人間の工学技術とものづくりに興味を向けた。残存していたナノマテリアルを流用しての硫黄島基地の改装と401への超重砲の搭載を始め、基地撤収後にはナノマテリアルに頼らない技術開発を進めており、401のオプション艦のような人類と霧の技術とのハイブリッドである装備の建造と運用など、“蒼き鋼”の技術・開発方面を一手に引き受ける後方支援の総責任者的立場となっている。コンゴウはタカオやキリシマといった元・第2艦隊のメンタルモデルが創意工夫に富んでいることについて、艦隊旗艦であったヒュウガの影響ではないかと推測し、それを感知したヒュウガは「人に噂されたらくしゃみをするらしい」とくしゃみをしてみせるなど、「霧」として情緒面でも成長が著しい。
イオナと蒼き艦隊に撃沈され完敗した際、「自信、その喪失」という概念を獲得した。以降の行動は、行動の中で自信を取り戻すことが動機のひとつとなっていることが当人の口から語られている。
アニメ版
声 - 藤田咲
メンタルモデルを生成した時期は群像達が硫黄島を留守にしている間であり、新規にハルナやキリシマと出会うシーンが描かれた。暴走気味の平常時に反して、イ401が行方不明となった際には、激昂するタカオとは対照的に冷静な判断を下す自制心を発揮するなど、ここぞという時には艦隊旗艦級に恥じぬ頼もしさを見せる。『DC』では回収した402のコアを解析し、ヤマトとムサシがいるとされる海域を突き止める。『Cadenza』では硫黄島のナノマテリアル全てを使ってタカオの船体を復元。ナノマテリアルが足りなかったために超重力砲を積めなかった代わりに、密かにマグマ採掘用のボーリング・システムをタカオの船体に搭載していた。原作同様心底では自信を持てなくなっているらしく、大戦艦ヒュウガの船体を作りなおさずタカオに主導権を渡した。

### 日本
海面上昇に加え、“霧の艦隊”による海上封鎖によって資源が不足しており、同盟国からのSSTOによる援助で成り立っている。そのため、振動弾頭を開発できても量産する工業力がない。安全保障のため、東京・札幌・長崎の3都市にそれぞれ政府と首都機能が存在する。

#### 政府関係者
楓 信義（かえで のぶよし）
分散首都のひとつ、東京を有する中央管区の首相。ハイテク車椅子による呼吸や視覚・発声などの補助を受けている。
海上自衛隊を退役していたが、北が艦長を務めるミサイル駆逐艦「あきつ丸」で副長を務めることに。その後、“霧”との海戦で負傷。生還を果たすも、現在のような体となっている。
イ401と白鯨による“霧”の大戦艦2隻撃沈の戦果を受け、立役者である上陰のバックアップを約束する。
刑部 眞（おさかべ まこと）
分散首都のひとつ、札幌を有する北管区の首相を務める中性的な容姿を持つ青年。デザインチャイルドの一人であり、蒔絵の兄にあたる。消化酵素の生成が困難な個体であるため、食事のたびに消化を助ける薬をとらなければならない。海洋封鎖以降の非常に厳しい日本の情勢下で効率よく政治を行うために、蒔絵と違いほとんど感情を持たない調整が行われている（人道を無視した決断が多く必要とされたため）。生みの親である刑部博士とは懇意にしており、よく通信を取り合っていた。函館にやってきたハルナやキリシマ、マヤを迎え入れ、会談を行う。その際に生まれて初めての昂ぶりを覚え、設計許容点を超えた刺激を与えてくれた彼女らに感謝していた。
アニメ版
デザインチャイルドで生き残って完成したのは蒔絵一人ということになったため存在せず。代わりに薬の設定が蒔絵に取り込まれた。
四天 桃花（してん とうか）
分散首都のひとつ、長崎を有する南管区の首相を務める温和そうな老婦人。文化祭に伴い、ありったけの充電車を持ち込んできた。
北 良寛（きた りょうかん）
元海上自衛隊所属の陸軍派代議士で、与党幹事長。海上自衛隊時代、陸上自衛隊が建造したミサイル駆逐艦「あきつ丸」の艦長として出向していた。霧との戦いで敗戦後、強硬派をコントロールするために陸軍に接近した。イ401クルーを強制的に招集し艦の返還を要求するが、後に代償として自身の更迭と引き換えに、イ401のクルーを殺害してまでも、イ401を奪取する硫黄島強襲作戦を立て実行に移す。しかし、群像が立てた偽の囮作戦にひっかかり、鹵獲したイ401はナノマテリアルで造られた模造品で、クルー達の死体もすべてナノマテリアルであることに確信したことで、自らの負けと新しい時代を迎えていることを認めるのであった。
北自身は決して悪人ではなくむしろ地元の人間に慕われている描写が各所に見られる。独自にアプローチを始めた402の訪問を受け学園祭開催に協力することになる。
アニメ版
声 - 斧アツシ
原作と同じく群像たちを招待し、艦の返還を要求する。要求が断られるとその場で兵士らに処分させようとしたが、イ401が出現でクルーは救出される。その際、イオナへの質問時に何かを確信する。メンタルモデルを知的生命体として扱う配慮や、群像らを跳ね返りの子供ではなく対等の存在として会談する度量をみせた漫画版と異なり、メンタルモデルを人形呼ばわりするなどやや狭量さと偏見を持つ人物として描写され、群像が「風穴を開け」ようとする世界の一部である、閉塞した現在の人間社会の象徴的役回りを負っている。

#### 統制軍関係者
上陰 龍二郎（かみかげ りゅうじろう）
統制軍軍務省次官補。政府内では蒼き鋼に対して当初から好意的だった人物で、人柄も温厚。群像のことを高く買っており、イ401に振動弾頭の移送を依頼してくる。その際、報酬の一部として蒼き鋼がイ401を所有することを認め、その他の違法行為も帳消しにすることを条件として提出した。また、色々と蒼き鋼に便宜を図ってくれてもいる。周囲より一足早く、蒼き鋼がヒュウガを撃沈した報告を受けた時から「世界の歯車の動き出す音」を感じていたという。
楓首相の片腕的存在で、政府側の描写が成される際によく登場する。政治的に対立していた北良寛の更迭にも一枚噛んでいるが、個人的には北良寛を尊重している様子もうかがえる。後に次官に昇任。
アニメ版
声 - 置鮎龍太郎
温厚で好人物な原作版から大きく改変されており、冷徹・非情・冷酷な野心家という正反対の人物像となっている。蒼き鋼に対しての態度も原作と異なり、基本的に利用するだけの存在という姿勢。若干敵役気味な立ち位置に変更されており、自らが政府内で実権を握るために行動している。軍内における設定は一部改変されており、刑部邸襲撃がメンタルモデルの確保を目論む陸軍の暴走ではなく、振動魚雷の秘密を霧側に渡さないため蒔絵の抹殺を主目的とした上陰による直接の命令となっている。これにより群像とは決別することになる。『DC』では「環太平洋統一国家構想」を振動弾頭による霧の艦隊亡き後の世界で覇権を握るために米軍のクルツと共に企んでいる。『Cadenza』ではロックされた振動弾頭の解除コードを、悪人ではあっても人類を生存させるという利害の一致によって群像のメッセンジャーであったタカオから託される。
クルツ・ハーダー
霧の艦隊の海上封鎖によって取り残された元米国海兵隊中尉で、現在は統制軍所属。「元在日米軍組」のトップ。軽いノリの持ち主で、今では日本に完全に帰化している。イ401の制圧を目的として独自にフロッグマンで襲撃しようとしたことがあるが、あっさり看破されて失敗している。現在は白鯨に乗り込み、指揮官クラスの将兵としてイ401との共同作戦を行っている。霧の艦艇「ヴァンパイア」のメンタルモデルとの会合でも、駒城や浦上達と同席してその軽いノリを発揮していた。
アニメ版
声 - 木内秀信
テレビアニメ版には登場せず、劇場アニメ第1作『DC』に登場する。原作と違って統制軍ではなく米軍の軍人であり、野心家として描写されている。上陰と共に「環太平洋統一国家構想」を企んでいる。
浦上 博（うらがみ ひろし）
統制海軍中将で、戦術技術局局長。群像の父とは知己だった。がっしりした体格に髭面の豪快な男で、群像たちのことを気に入り、横須賀上陸時には何かと世話を焼いた。現在は白鯨に乗り込み、駒城の相談役となっている。ヴァンパイアとの会合を経て、霧と共生するという群像の理想が叶えられる日は案外近いのではないかと考えている。
駒城 大作（こまき だいさく）
イ401を援護するべく共に出航した「白鯨級」潜水艦白鯨III艦長。実直な人柄。上陰とは同期で曰く「腐れ縁」。群像と行動を共にしていることで、人類では数少ない海洋戦の経験者にもなっている。真瑠璃をオブザーバーとして受け入れたが、共に戦ううちに歳の差があるにもかかわらず彼女に惚れてしまう。蒼き鋼と行動することで様々な経験を得て霧への考え方が大きく変化してきており、霧の艦艇「レパルス」が追われている場面に出くわした際には蒼き鋼の一員として彼女を助けるために戦いに介入し、離脱する隙を作った。この行動をレパルスの僚艦であるヴァンパイアからは高く評価されており、初会合でもその人柄を高評価されていた。
響 真瑠璃（ひびき まるり）
声 - 花澤香菜
元はイ401のソナー担当で、大戦艦ヒュウガ戦まではクルーとして活動していたが、その後に艦を降りている。現在は統制海軍少尉待遇。海洋技術学院での成績は総合3位。401から降りた理由は群像が「完璧すぎたための弱点に耐え切れなかった」ためとだけ言及されており、詳細は明らかにされていない。

### 霧の艦隊
第二次世界大戦時の艦艇を模した形状を持つ、正体不明の艦船群。英語表記はFOG FLEET。各艦船にはA.I.とおぼしき意思を持つユニオンコアが搭載されており、操船者を持たずに自身で判断し、それぞれの旗艦の指揮下で行動している。艦艇色は赤みがかった灰色（軍艦色）または黒。各艦には固有のマークである「智の紋章（イデア・クレスト）」があり、メンタルモデルが艦を制御する場合などには、船体やメンタルモデルの額に赤い発光として出現する。

#### 総旗艦艦隊
その名の通り、現在の総旗艦ヤマトを中心とする艦隊。イ401（イオナ）も元々はこの艦隊の所属艦であった。イオナによると総旗艦であるヤマトと直轄であるイ400、イ402以外は全てヤマトを直衛する駆逐艦群で占められているとのこと。
ヤマト
旧帝国海軍大和型戦艦一番艦・大和の形状を模す。“霧の艦隊”総旗艦で、超戦艦級。最初のメンタルモデルと言われる。デュアルコアにしてデルタコアという最高峰の演算力を有しメンタルモデルは2人が同時に存在し、その容貌は群像の幼馴染の女性・天羽琴乃をモデルとしているので瓜二つである。二名それぞれは後述。
17年前の大海戦の時にはなぜか戦いに参加せず行方をくらましており、2年前に突如メンタルモデルを伴って帰還したことが全ての“霧”にとっての始まりとされている。
彼女らは蒼き鋼に就いているイオナ、タカオ、ヒュウガに対して、霧の裏切り者であるという認識は持っていないということが、ユキカゼとヒュウガの会話で明らかにされている。
ヤマト（メンタルモデル）
超戦艦ヤマトのβコアのメンタルモデル。優美なドレスをまとった姿をとっている。常に微笑みを湛えながらも超然とした印象を持つ。タカオから腹黒呼ばわりされている。
17年前の大海戦に参戦せず、2年前に帰還したということが多くの霧の間での周知の事実だが、ムサシとイオナはそれ以前にメンタルモデルを持っていたらしい描写がなされ、当時の場面には燃える海と戦いの傷跡を残す艦体に一人佇むヤマト、傷つき倒れ意識の無い現在よりも若干若い外見の翔像とその傍らに立ち敵意も露にヤマトを睨むムサシ、401の甲板で生まれたばかりといった様子のイオナが描かれていた。
2年前に帰還した直後、人類との交渉の窓口を用意することを全ての霧に対し、命令を出したがコトノの意見によって戦術・戦略面で人類に敗北していることに対抗する形でメンタルモデルを形成せよという命令に変更している。
コトノ
超戦艦ヤマトのαコアのメンタルモデル。かつての琴乃と同じと思われるセーラー服を着ている。ヤマトに対し、感情表現が豊かでかなり快活な性格をしている。
翔像のことを「千早のおじ様」と呼び、群像について「甘えんぼさん」と言うなど、千早家について昔から色々知っているかのような発言をしている。また、甲板上で花やスイカを栽培したり、他のメンタルモデルを着せ替え人形にして楽しんだりと超然としたヤマトに比べてかなり人間臭い行動をとる。
また、瞳の虹彩の描かれ方がヤマトや他のメンタルモデルと異なっている。2人目であるコトノの存在はイ400、イ402やナガトといった一部の“霧”しか知らないらしく、その姿を初めて見たタカオは驚いていた。超戦艦ヤマトは大海戦にも参戦せず長らく行方をくらましていたにも関わらず、霧全体のメンタルモデル形成前の討議の中でヤマト以上に最も圧倒的な戦術・戦略面における経験の豊富さを見せることでメンタルモデルの形成を不用とする意見を却下させている。
ナガトがアタゴを東京湾へと派遣させた後、ヤマトから一端離れてアタゴと合流し横須賀で生活しつつキリシマ一行を待ち受ける。その際、和花（のどか）という偽名を名乗り、アタゴの姉を自称する。
アニメ版
声 - 中原麻衣
アニメ本編では登場せず、劇場アニメ第1作「DC」に登場する。コトノは登場せず、メンタルモデルはヤマトしかいない。原作と異なりかつての大海戦時に既にムサシによって撃沈されており、その際に側を通りかかったムサシ直属のイ401に何らかの命令を出したことがアニメ版における全ての始まりとなっている。劇場アニメ第2作『Cadenza』で本格的に登場。かつて、彼女とムサシの2隻でアドミラリティ・コードからの命令を直接受諾し、解釈・判断していたが、霧の艦隊が人類との交戦で2隻沈められたことで人類に関心を持ち、ムサシと共に人間を模したメンタルモデルを形成して翔像と接触した。そこで翔像から「家族」の観念を教わり、翔像を「父」と慕い、自らを姉とし、ムサシを妹と認識した。彼女は変化には肯定的であった。翔像の死に対して激昂して霧の艦隊を掌握しようとしたムサシを止めようとしたが沈められてしまう。ムサシを止めるために401に己のコアを譲り渡し、群像に会うように命令を出した。ダイオミード諸島の決戦においてイオナと意識を共有した状態で覚醒し、そこに沈んでいた自らの船体をイ401に融合させ、ムサシを打ち破る。最後はムサシがヤマトを姉として受け入れ、共に消滅していった。
イ400
声 - 悠木碧
ヤマト直轄の巡航潜水艦。イ401と同じく、旧帝国海軍伊四〇〇型潜水艦の形状を模す。“霧”のイ400型本来の、超戦艦クラスに匹敵する強力なセンサーによる索敵・探査能力を持つ情報収集艦で、諜報活動を主任務としている。コトノ曰く「臨機応変」をキーワードに、基本的な方針のみをヤマトより指示され、以降は自己判断により単艦で活動するのが基本スタイル。メンタルモデルの外見はイオナと非常によく似ており、髪の一部を左右の頭側部にてお団子頭にし、中国風の服を着用している。401や402に比べてあまり感情を表に出さない。「です」と丁寧語で話す。
函館に現れたタカオを追って、イ402と行動を共にしていた。その後は単独でアドミラリティ・コードが直に接触したハルナの動向を追っており、蒔絵を伴って函館を出港したハルナ達のことを402へ知らせている。霧の艦隊は大海戦を教訓として、艦載機の運用を辞めているが、400と402は諜報が主任務ということもあり旧帝国海軍の水上攻撃機晴嵐を模したセイランを自身で形成して運用している（クラインフィールドの展開は出来ないものの、水中移動も可能となっている）。
横須賀でタカオやズイカクらと共同生活を送っており、海洋技術総合学院へやってくるハルナ達を待ち構えている。
アニメ版
声 - 日高里菜
402ともども総旗艦直衛艦隊・諜報部隊としてアドミラリティ・コードの命令に背く者を監視する役割に就いており、霧に反逆する401を撃沈した。その後コンゴウのメンタルモデルに生じた感情の揺らぎを理由に彼女の艦隊旗艦の任を解き、艦を支配下に置き制圧する。戦闘能力は低いと推測されるが、コンゴウから遁走するイ401の行き先を正確に予測して待ち伏せに成功する、402との連携で401のナノマテリアルをハッキングして制御不能に陥れたり、コンゴウをハッキングし抵抗を許さず制圧する、マヤのメンタルモデルを偽装した監視プログラムを構築するなど情報に関して高い実力を持つ。最後はアメリカへ向かう401との戦闘に敗れて撃沈され、姉妹達に芽生えた感情や心について存在を認めぬままメンタルモデルも消滅した。ムサシの言によるとムサシはイオナを400、402を通して見ていたらしく、その後の「潜水艦がメンタルモデルを持てるわけがないじゃない」という言動からするとムサシによって演算能力を分散貸与されてメンタルモデルを得ていた模様。
イ402
声 - 悠木碧
イ400同様、ヤマト直轄の巡航潜水艦。同じく旧帝国海軍伊四〇〇型潜水艦の形状を模す。イ401を「姉」と呼ぶ。メンタルモデルの外見はやはりイオナと非常によく似ており、髪の一部を左右の前に垂らしリボンで結んでいる（横須賀に現れた402の写真を見た上陰は最初イオナだと誤判断した）。400に比べて好奇心が強く活動的な性格。「だ」と断定語で話す。U-2501と交戦中のタカオの前に現れた時にはコトノより渡されたスイカを抱えていた。ジャンクなどを集めるのが趣味らしく、水没した街から物をサルベージしたり、スラム街を歩き回ったりしている。
函館に現れた後は鹿島沖でナガラのコアの探索を行い、一旦ヤマトの元に帰還、アドミラリティ・コード探索継続の指示を受けた後にタカオとU-2501が交戦中の海域に現れる。最初は傍観していたものの劣勢のタカオに突如支援を行い始め、最終的にはイ401ダミーの遠隔操作をタカオから引き継いで彼女の超重砲発射を可能にし、ダミーを横須賀まで届けた。
その後海中に投げ出されたタカオを回収して共に総旗艦艦隊へと帰還。機密扱いの次元空間曲率変位システムの発動という余計なものを目撃した彼女のU-2501戦における一部戦闘データをロックした上で、ヤマトの命により自分の艦に同乗させて方々に連れ回した。
現在は横須賀でタカオやズイカクらと共に一般市民に紛れて生活しながら（そのためか煎餅を食べたり、ズイカクと漁の方法を考えたりとかなり人間臭い行動を取るようになっている）、第4施設消失事件を調べようと向かってくるキリシマとハルナを妨害すべく待ち構えている。一部設定が『ソルティ・ロード』ともクロスオーバーしており、割烹着を着た「お母さん」として料理他、皆の世話焼きに回っている描写も見られる。
現状を変化させるため独自に北に接触し、彼に学園祭の開催を承諾させる。
アニメ版
声 - 山本希望
原作と違い、イオナ同様に感情を露わにすることが無くなっている。400と同様監視役であり、最後はアメリカへ向かう401との戦闘に敗れて撃沈され、メンタルモデルも消滅した。消滅の際、船体を損傷した400を守っており、自身の中に芽生えた感情に戸惑っていた。そのコアは破壊されず、生き延びており劇場版ではコアを401に回収され、ヒュウガの下で解析されている。破損も少しあるため、いくつかのデータが死んでいると判明している。
ユキカゼ
旧帝国海軍陽炎型駆逐艦八番艦・雪風の形状を模す。総旗艦艦隊・第二水雷戦隊所属の駆逐艦級。本来はメンタルモデルを持たないクラスだが、イ400とイ402が別任務で動けない中、姿をくらました群像とヒュウガの捜索のためにヤマトからその演算力の2%を分け与えられメンタルモデルを形成した。メンタルモデルの外見は和服を纏った小柄な少女の姿。袖に小鈴が付けられており、動く度に「しゃんしゃん」と音が鳴る。
ヴァンパイアの行動で群像を発見した後は他の霧に悟られないように群像の観察をしている。この最中に相打ちとなったヒエイとヒュウガのコアを回収する。その後コトノ様も喜ぶからという理由で、蒼き鋼の作戦に意図的に加担する。戦闘終了後ヒュウガと共に沈み行くマツシマから群像を救出するために行動を開始する。
イ201撃沈後、ヤマトからの撤退命令を受け撤退。ナガトの元へ向かいヒュウガとヒエイのコアを引き渡した。

#### 東洋方面巡航艦隊
“霧の艦隊”が日本近海に配備している部隊の総称。元々は3隊の構成だったがヒュウガの撃破により再編され、コンゴウとナガトが旗艦として2隊をそれぞれを率いる体制になっている。
コンゴウ
声 - 桑島法子
旧帝国海軍金剛型戦艦一番艦・金剛の形状を模す。“霧の艦隊”東洋方面第1巡航艦隊旗艦。クラスは大戦艦級。メンタルモデルは金髪に黒いドレスを着た女性の姿。よく海鳥と戯れている。キリシマやハルナ、マヤなどを指揮系統下に置き、彼女らに指示を行っている。めんどくさがりながら任務を最優先に考え、メンタルモデル達が独自に人間の文化を学ぶことは不要であるとしている堅物。任務を全うすることを最優先にしているが、その隙を突かれてキリシマ達に丸め込まれることもしばしばある。戦闘に関しては艦隊旗艦だけあって頭も回り、かなり派手な攻撃をしているにも関わらず現在の401に群像が乗船していないことを見抜いたり、ヒュウガからは策謀を見破る速度はヒエイよりも早いと言われたりしている。
率いる艦隊は、その艦隊色から黒の艦隊の俗称で呼ばれる。現在は麾下の艦隊から一部を編成し、401攻撃に乗り出している旗艦装備の艤装作業により自身が動けない間はヒエイ達を使ってイオナ達を攻撃、艤装終了後は旗艦装備の能力で急速に戦力を増強し有利に進める。艤装の完了後はメンタルモデルの衣装も大きく変わっている。イセの転送で戦力増強が完了した後、旗艦装備を投棄し蒼き鋼と決着をつけるべく艦隊を率いて進軍する。だが蒼き鋼と他艦に悟られないようにしつつ介入したユキカゼの攻撃によって海底のメタンハイドレートが着火し、浮力を失った所で401から放たれたセイランによる攻撃を受ける。この際イオナから自らの考え方が傲慢であると指摘され、自らが自分自身に呑まれていたと自覚しつつも、沈み行く中主砲でマツシマを狙撃する。その後、コアと艦隊の機能停止を偽装してまで船首のみでマツシマを追撃し、ユキカゼとヒュウガの妨害を交わしてマツシマに激突する。その思惑は文字通り、群像を「もっていく」ためで、激突した後はタカオがネットワークにアップロードした人体構造、ムサシが過去に行った人体修復のデータを流用する形で群像の肉体を修復しながら霧の補給基地であるハシラジマへと連れて行く。このコンゴウの思惑をヤマトは読み取っている。そのためか、ユキカゼへの撤退命令とヒュウガをコンゴウの後釜に据えることが行われた。
そしてハシラジマで何かしら自分の中の変化を感じ艦体を修復しナチを捜索がてら横須賀へ向かう。そして、お台場でアカギと合流する。
アニメ版
声 - ゆかな
テレビ版ではシナリオを大幅にカットして一区切り付ける都合からラスボス的立場として描かれ、「心」を獲得しようとするイオナのアンチテーゼとして大幅に心理描写が強化されている。人間の文化に特別興味を示していない原作と違い、紅茶を嗜むようになっており、他の艦との概念伝達時はテーブルと椅子が用意された空間で茶会を開くイメージを展開する。
タカオやハルナ、キリシマがイ401に続けて敗退し、命令にも従わないハルナ達に業を煮やし、群像の本質を見極めるため、艦隊を率いて彼らが集った硫黄島へと向かう。群像との会談の末、群像とイオナは霧の艦隊の本質を捻じ曲げ弱体化させる存在と断じ、それに従う者共々殲滅を図る。イ401こそが全ての元凶と嫌悪の感情を露わにして追い詰めるが、それを逆手に取られたことで401と振動弾頭を双方とも取り逃がし、敗北を喫する。401に固執し、彼女を自身の手で沈めることこそが望みだと自覚するが、そうした思考こそがアドミラリティコードからの逸脱であると400と402から指摘され動揺、旗艦の座から解任された挙句、拘束された。自分を理解してくれる唯一の存在であるマヤに縋ろうとするも、彼女もまた偽りのメンタルモデル、単なる監視ユニットでしか無かった事実を告げられ途方に暮れてしまう。しかしその後の独考の末、自身もろともに401らの撃滅を決意。拘束を自力で破り、マヤを吸収し艦艇の形を捨てた巨大な飛行要塞とでも言うべき姿を取り、アメリカへ向かう群像達に追いすがった。
自壊を覚悟したその過剰すぎる力は明らかに均衡を失しており、登場時点でもすでに外殻の剥落が始まっていた。それだけに破壊力は超絶的で、70隻におよぶアメリカの霧の艦隊をナガラを利用した超重力砲で一掃し、圧倒的な火力を持ってイオナ達を追い詰めるも、メンタルモデルを用いて直接コンタクトに乗り込んできたイオナと現実と仮想空間の双方で死闘を繰り広げる。怒りや悲しみ、寂しさという感情を持ったことによる兵器のままであれば味わうことの無かった苦しみを吐露し、彼女と思いをぶつけ合った末に超重力砲で自分ごと401の撃沈を図ったがイオナの説得で思い留まり、本来の船体を残して崩れ去った。その後は群像達とも和解しており、他者との繋がりを肯定し「寂しくなったらお茶を飲みに行く」と再会を約束し、兵器だけではない霧の存在意義を求めて彼らとは別の航路を進んだ。
劇場アニメ第1作『DC』時点では登場せず、『Cadenza』では401の増援に駆け付けてヒエイと体当たりによるゼロ距離での死闘を演じる。全てが終わった後はヒエイや残った軽巡艦隊を連れてどこかへと旅に出た。
ヒエイ
旧帝国海軍金剛型戦艦二番艦・比叡の形状を模す。人類の文化を曲解している節があり、自身周辺の組織系統を「生徒会」になぞらえて制服風の衣装を纏わせ、自らは「生徒会長」として組織運営にあたっている。東洋方面第1巡航艦隊のナンバー2でめんどくさがりなコンゴウの代わりに実質的に取りまとめている。艦としてはセンサーや超重力砲などの一部の装備が超戦艦級のものに準じている。
メンタルモデルの外見はブルネットの長髪の後ろ髪をリボンでまとめて眼鏡を掛けた女性の姿で、「生徒会」と書かれた腕章を付け「生徒会名簿」と書かれたバインダーとペンを手にしている。「“霧”は本来、美しいユニオンを誇る存在である」と考えており、「秩序の再構成」と称して前述の生徒会システムを周囲に押し付けているため、ミョウコウ型らから煙たがられている様子の描写がある。ミョウコウ・ハグロらとともに後方で待機していたがアシガラを破ったイ401に警戒網を突破される。その後単独でのロストした401の探索中にマツシマを発見したが、マツシマを離脱させるために囮として単独で出撃したヒュウガと対峙し相打ちとなる。コアはヒュウガと共にユキカゼに回収された。
その後ユキカゼによりナガトの元へ運ばれるが自閉モードになっていたもののヤマトへ送られたらしく罰として海域強襲制圧艦の甲板を掃除させられその後、ハシラジマへ向かい現在は艦体修復中。
アニメ版
声 - M・A・O
アニメ本編では登場せず、劇場アニメ『DC』『Cadenza』に登場する。旗艦の座を解任されたコンゴウの後任として東洋方面第1巡航艦隊改め「霧の生徒会」の「生徒会長」として任にあたる。仮想空間で生徒会役員らを招集するチャットルームはパイプ椅子や机が並べられ、生徒会室を模している。ムサシより借りたミラーリングシステムを装備し、超重力砲を受けた際に『DC』で使用している。
アニメでは他の生徒会メンバーからは「会長」と呼ばれている。
実はアドミラリティコードと自己の存在については疑問と葛藤がある模様で、霧のあるべき手本としてコンゴウを慕っていたが、コンゴウが出奔してからはムサシに依存している。ダイオミード諸島で邂逅したコンゴウに対しては「不良」呼ばわりするが、全てが終わった後はコンゴウと共に軽巡艦隊を連れてどこかへと旅に出た。
ミョウコウ
旧帝国海軍妙高型重巡洋艦一番艦・妙高の形状を模す。妹のアシガラやハグロからは「ミョウコウ姉」と呼ばれている。メンタルモデルは薄紫の内巻きのショートカットで右眼に照準器を兼ねているらしい機械的な眼帯をし（ただし隻眼ではなく、両眼は健在）、生徒会腕章と手甲を左腕に付けた制服風の衣装（合わせはなぜか、左前ではなく右前）を着た女性の姿。ヒエイ生徒会の「副会長」で、“制服”はあまり気に入っていないらしい。
男性的な口調で話し、気が強いタイプの様子。ヒエイ、ハグロとともに後方で待機していたがアシガラを破ったイ401に警戒網を突破される。自身の損壊を顧みない長距離狙撃砲の連射で401に損傷を負わせるが、自身も狙撃砲が全損し後方に退く。その執念はコンゴウにメンタルモデルの存在意義を改めて痛感させた。
ミョウコウ型はメンタルモデルを得てからそれぞれが大幅な改装をし、特化した性能を持っている。ミョウコウは狙撃を主軸とした装備であり、船体よりも長いロングバレルの砲身を船体左右に展開し、船首上部に照準ユニットを展開（アニメ版では艦橋を左右に割って展開する）し、ナチの索敵システムと照準ユニットを同期して、主砲もしくは超重力砲を砲弾として狙撃を行う。
アニメ版
声 - 福原綾香
アニメ本編では登場せず、劇場アニメ『DC』『Cadenza』に登場する。ナチの索敵をもとに適切に判断をする。ダイオミード諸島では蒔絵のアイディアで長距離狙撃が無効化され、狙撃砲が破損しないので眼帯を取る描写は無い。腕章の表記は「副会長」に変更されている。また、制服は右前ではなくなっている。
ナチ
旧帝国海軍妙高型重巡洋艦二番艦・那智を模す。ミョウコウからは「ウチの次女」、ハグロからは「ナチ姉」と呼ばれる。メンタルモデルは薄緑の髪の一部を三つ編みにしたショートカットに、生徒会腕章付きの制服風衣装を着た女性の姿。クッションを愛用し、慎重派で常に正座をしているほど落ち着いている。ミョウコウ指揮の下にアシガラと共にイ401と交戦するが先走ったアシガラが撃破され、警戒網を突破される。
基本展開数4基、および予備を含めて合計12基の浮遊型の索敵レーダーユニットを備えることで索敵能力が高く、コンゴウによると艦隊の耳目の役割を担当し、ミョウコウには艦隊の観測艦と呼ばれている。ただし、重巡のものであるために超戦艦クラスや総旗艦直属の400、402ほどの索敵能力を持っているわけではない。群像が乗るイツクシマおよびハシダテと合体したマツシマが放った超重力砲の直撃を受けて撃沈される。
アニメ版
声 - 佐藤聡美
アニメ本編では登場せず、劇場アニメ『DC』『Cadenza』に登場する。アシガラと艦隊を組んだ際は「騒がしい娘（こ）と組まされてアンラッキー」だと嘆く。索敵レーダーユニットは原作版よりも一度における展開数が増加し12基全て展開する。メタンハイドレード発泡によってアシガラと衝突して中破後、復帰。ミョウコウに探知データを送り、401を探知範囲圏外から砲撃させるが、復活したイオナが全速力で索敵範囲を突破したため見失う。生徒会腕章は「会計」に変更されている。
アシガラ
旧帝国海軍妙高型重巡洋艦三番艦・足柄を模す。ミョウコウからは「三女」、ハグロからは「お姉ちゃん」と呼ばれる。メンタルモデルはロングの黒髪に狼の頭部を模した形状の紅い髪飾りを付け、生徒会腕章付きの制服風衣装を着た少女の姿。なお、Depth:054から055に掛けて、上着無しのブラウス姿を披露している。
武闘派と評されるほどかなり好戦的な性格で、イオナ曰く粗忽者。敵を見つけるやいなや考えも無く突撃、メンタルモデルにフィールドを張るのを忘れて潜行したり、負けたら負けたで手足をバタつかせながら大喜びするなど、少しおバカキャラ風な描写がされている。ヒュウガからはナチと同様に創意工夫は無いと評されている。艦としての性能はメンタルモデルを得てからは大幅な改装をした他のミョウコウ型に対し、改装は最小限のためにオールマイティーな（良く言えば「つぶしが効く」が、悪く言うなら「中途半端で特徴がない」）性能を持つ。
イオナの指揮するイ401と戦うが手玉に取られ中破、後方にて修理と補給を行っていたところにイ401がコンゴウを奇襲、身を挺してイ401の侵食魚雷からコンゴウを守り撃沈される。船体とメンタルモデルを損傷し沈んでいくなか、ナガトの命で戦闘データを収集していたアタゴにコンゴウの救援を懇願し、了承されたのを確認しつつ海底へ沈んでいった。
海底へ沈んだ後は確保できたナノマテリアルが極めて少なかったために、キリシマのようにデフォルメされたメンタルモデルと化し、艦隊との連絡もできなくなってしまったために先に沈んだハグロを探索する。この時の服装がブーツに紅白の袴姿であることから、これがアシガラ本来の衣装であると思われる。なお、ハグロのコアを回収した際、共に他艦をカバーして撃沈されたことを「（私達は）姉妹だね。バカ姉妹」と揶揄したハグロへ、「栄えあるミョウコウ型姉妹にバカなどいない」と反論している。
Depth:062にて、被弾したイ401が海底に着底したのに巻き込まれてハグロと一緒に轢かれたが、Depth:063にてその被弾箇所からイ401の機関室にもぐりこんでいたことが判明した。負傷したいおりを発見し、「完璧な状態の401に勝利したい」という抑えがたい欲求からハグロを巻き込んで独自の行動を開始する。その後イオナのコンゴウ艦隊のと戦闘の間だけ手伝えという提案を受け入れて、杏平について火器管制の補助を行うこととなった。この際にイオナからナノマテリアルを提供されメンタルモデルが元の大きさに戻ると共に、ジャージ型の拘束具（単行本13巻のストーリーガイドでは「反省ジャージ」と呼称）を身に着けることとなった。
人間である他の401クルーを案じて、コンゴウと相打ちという形で沈んでいくマツシマを見て動揺するイオナを諭して海域を離脱することを提案するなど、メンタルモデルとして急激な成長を見せ始めている。
その後ハグロと共に401を追い出され、放棄された硫黄島へゴムボートで漂着(Depth:079)。前向きに明るく妹を励ます姉らしい気遣いを見せている。
現在はハグロ共々ヒュウガに回収された後にハシラジマに帰還して船体を再建中。
アニメ版
声 - 三森すずこ
アニメ本編では登場せず、劇場アニメ『DC』『Cadenza』に登場する。オーバーアクション気味に腕を振り回し、叫び、やたら跳ね回るテンションの高いお馬鹿娘風に描写されている。超重力砲を装備していない代わりに左右のカタパルトから重力子の銛を撃ち出したり、ビームサーベル風に格闘武器としても使いこなす。401と最初に交戦した際、メタンハイドレードの奔流に巻かれて浮上し、ナチと衝突して中破するが復帰。ダイオミード諸島ではビームサーベルを振り回し、タカオのボーリングマシンとぶつかり合い、文字通り格闘戦（艦のみならず、メンタルモデルもキャットファイト）を繰り広げる。腕章の表記は「書記」に変更されている。
ノベライズ版
妹と共に硫黄島へ漂着後の出来事が描かれている。ハグロを引っ張るメインキャラ扱い。
ハグロ
旧帝国海軍妙高型重巡洋艦四番艦・羽黒の形状を模す。メンタルモデルはくせ毛気味のツインテールの髪をした小柄な少女の姿。ヒエイの「生徒会」のメンバーであるが、押し付けられた生徒会腕章付き制服（ミョウコウと同じく手甲付きで右前）を露骨に嫌がっており、以前の服装に戻りたがっている。
アシガラ・ナチの前衛部隊を突破し進撃してきたイ401の攻撃を受け、ナチを守るため盾となって轟沈。コアは無事であったが、発光信号を出していたため獲物と間違われてサメに食われていた所をアシガラに助けられた。その後アシガラからナノマテリアルを分けてもらいメンタルモデルを再構築したが、ナノマテリアル量の関係でアシガラよりも小さいサイズとなっており、衣装も本来の姿であるらしき和装となっている。
再構築後アシガラに促され自身の残骸からナノマテリアルを回収しようと移動したが、その直後に海底に着底したイ401に轢かれてそのまま乗り込んでしまう。その後アシガラと共にメンタルモデルはフルサイズに復元したが、拘束具の反省ジャージ姿となり（また変な格好になったと嘆いている）、イオナの提案を受け入れて僧の補助を行うこととなった。
その後アシガラと共に401を追い出され、放棄された硫黄島へゴムボートで漂着(Depth:079)。不安そうな一面を見せたため、「お前、本当に内弁慶だな」とアシガラに評されている。
現在はアシガラ共々ヒュウガに回収された後にハシラジマに帰還して船体を再建中。
アニメ版
声 - 五十嵐裕美
アニメ本編では登場せず、劇場アニメ『DC』『Cadenza』に登場する。面倒くさがりで、やや毒舌な性格として描写されている。船体に多数のスラスターを装備しており、バルジ展開時に使用できるスラスターを使用した時は、まるで水中翼船のように霧随一の速度で移動することが可能。主にハルナ・キリシマらを相手に高機動戦闘を仕掛ける。腕章の表記は「書記」へ変更されている。ミョウコウ同様、制服は左前となった。
ノベライズ版
姉と共に硫黄島へ漂着後の出来事が描かれている。アシガラに護られるサブキャラ扱い。
イセ
形状は旧帝国海軍伊勢型戦艦一番艦・伊勢の航空戦艦型を模す。メンタルモデルは頭にホワイトブリムと2個の大きな鈴を付けたゴスロリ風の女性の姿ちなみにその鈴はイセの感情により鳴る音が異なる。元「ヒュウガ」の僚艦で姉。手元にチョコレートが大量に詰まった箱を置いており、頻繁に食べている。できる子だからと、当時はヒュウガに艦隊旗艦の座を譲っていた。コンゴウに代わって巡航艦隊を率いていたが、イ401と交戦するコンゴウに要請され、ナガト旗下のムツに艦隊旗艦を引き継いで戦場に転送されることとなった。
現在のヒュウガの行動には思うところがあるらしく、「お姉ちゃんの愛を分かってくれないならもっと愛を注がなきゃ」と発言している。マツシマの超重力砲の直撃こそ避けたものの、船体を一回転させた後にゴーグル&シュノーケルを装着し、浮き輪を持った水着姿となり、ミカサ戦術システムを組み上げたヒュウガを評価した。
ヒュウガが艦隊旗艦に復帰した際、嬉しさのあまり目をハートマークにして飛び付き、勢い余って突き飛ばしてしまっている(Depth:077)。
その後、東方方面艦隊担当海域へと進行してきた北米艦隊のけん制のため派遣され、旗艦レキシントンとの睨み合い状態となっていたが、レキシントンは船体をそのままにメンタルモデルのみでU-2501に乗艦し、密かに突破。任務失敗に焦り、何かしらの成果を、と半ば衝動的にその船体を鹵獲しヒュウガの元へ持ち帰ってしまう。一方面艦隊の旗艦の船体を抑えるというやりすぎの対応、さりとて発端が相手側にある故に安々と返しては面子が立たないというややこしい事態を引き起こしてしまい、ヒュウガから作戦失敗の罰として沙汰があるまでハシラジマ勤務を命令された(Depth:093)。
ハシラジマでは群像やグンゾウと接触。比較的穏やかにその存在を受け入れており、特にグンゾウのことは可愛がっている。また、ヒュウガへの執着心も吐露しており、害し害され合うことさえ愛おしいというヤンデレ思考を見せるが、最終的には一緒にいたい、という欲求が何より勝ると結論づけている。
モガミ
旧帝国海軍最上型重巡洋艦一番艦・最上の形状を模すと思われるが、コンゴウからの指示を受ける通信会話のみの登場で、現在のところ詳細は不明。
アカシ
旧帝国海軍工作艦・明石の形状を模す。メンタルモデルは体のラインが隠れるほどのサイズが大きい作業着を着ている黒髪の少女の姿。コンゴウの旗艦装備の艤装作業を行っていたが、艤装の完了後は後方へ撤退した。戦闘終了後得意ではないといいつつコンゴウのコアの探索し、ハシラジマへと帰還する。
アニメ版
『Cadenza』で支援艦として名前のみ登場している。
ナガト
旧帝国海軍長門型戦艦一番艦・長門の形状を模す。“霧の艦隊”東洋方面第2巡航艦隊旗艦（本編キャプションでは「第1巡航艦隊旗艦」）。メンタルモデルは2人が同時に存在し、いずれも顎にほくろがあり和風の衣装を着た女性の姿を取る。1人は袴、もう1人は着崩し気味の和服にキセルを持ち左目が髪で隠れている。登場すると周囲には桜が舞う。
ヤマトが行方をくらましていた間に兼任していた先代の総旗艦であった。コンゴウとは考え方が異なるようで、蒼き鋼によって齎された現在の状況の変化を面白がっている節がある。ハルナとキリシマによる蒔絵を霧の艦隊へ引き込むことにも翔像の反応を探るために賛成している。そのためか、イ401とコンゴウとの戦闘にアタゴが命令を破って勝手に介入したこともそれほど咎めていない。また、独自行動を取り始めたキリシマとハルナのことにも注目している。イセの艦隊旗艦引継ぎのためにキリシマとハルナを呼び戻そうとしたコンゴウに対して介入し、彼女らの行動を邪魔をさせないために代わりのムツを急派したり、アタゴをマヤが潜伏している東京湾に派遣したりと独自の行動を見せている。
ズイカク
旧帝国海軍翔鶴型航空母艦二番艦・瑞鶴の形状を模す。ナガト麾下の海域強襲制圧艦。外観は空母であるが飛行甲板に艦載機の姿は無く、“霧”の超戦艦級に匹敵する機関出力を持つこと以外は兵装など、詳細不明（作中で人類との大海戦時には艦載機を運用していたが、効率の悪さと消耗率の高さからそれ以後艦載機の運用を辞めたことを示唆している）。メンタルモデルは赤いレインコートを羽織り、前髪を切り揃えた黒髪に細いツーテールを垂らした少女の姿。甲板から釣った魚を七輪で焼き、木の飯櫃からよそった白米で食すなど、和風文化の趣味がある模様。現在はまだ見ぬ布団に興味がある。猫らしき動物が傍らに居るが、本物なのかメンタルモデルの一部なのかは不明。ヤマトからの手書きの書状を受け取る際はイ402の小芝居に付き合った上、秘密だからとそれを食べるなどノリのいい性格。
現在は402やタカオと共に横須賀に出向いており、402の指揮下に入っている。大量の海産物を捕ってきて402の元を訪れたのだが、このときに判明したのがメンタルモデルを得て以降オホーツク海に展開という形で放置され続けてきたために「退屈」という概念を獲得、密かに抜け出しては海産物を使って人類と接触を繰り返してきたという事実で、そのため経験値が他の“霧”と比べると高い。どうやって陸と海を行き来していたかが不明だったが、Depth:060にて泳いだり海底を歩いて人類の港まで移動していた事実が判明した。
現在は402の指示により、漁に出て自身の体内の冷蔵庫に入りきらなかったため、アカギに手伝って貰っている。その後、合流してきた400と共に空母の姿で入港をしている。
ショウカク
旧帝国海軍翔鶴型航空母艦一番艦・翔鶴の形状を模すと思われるが、現在は名称が言及されたのみであり、詳細は不明。ナガト麾下の海域強襲制圧艦。ズイカクと共に北方領土付近に強襲制圧群として展開中。
アカギ
旧帝国海軍赤城型航空母艦一番艦・赤城の形状を模す、海域強襲制圧艦にして極東打撃群主席艦。アド探などでは示唆されていたもののDepth:092にて正式登場。メンタルモデルは山伏のような服装をしたメッシュが入った長い黒髪の美女の姿、尚黒髪は先端部が白い。人類に対してはやや友好的であり漁をしていたズイカクの手伝いに、ショウカクの代わりにヤマトより派遣されてきた。ズイカクのデータ提供を受けて魚を保管する冷蔵庫を体内に作り、ナチのソナーを参考にスペックが強化されている。学園祭に協力するために、お台場に停泊して横須賀向けの電力の供給を行っている。
アタゴ
旧帝国海軍高雄型重巡洋艦二番艦・愛宕の形状を模す。ナガト麾下の重巡洋艦。ミョウコウ曰くタカオの「妹」で、メンタルモデルはそれを示すかのようにタカオを幼くしたような姿をとる。401攻撃隊の中にいるのはあくまで第1巡航艦隊の戦闘記録をナガトに中継するためだったが、アシガラの頼みで戦線に加わる。戦闘介入後も戦闘記録を続けていたが、ナガトの命により東京湾へ向かうこととなる。横須賀ではコトノと合流している。
その後、ヤマトの指示により姉のタカオに化け学院に潜入したハルナとキリシマに接触、群像達の過去を見せる。
そして学院内の第4施設跡地にてタカオを監視していたものの、利害の一致によりハルナとキリシマがタカオ側についたためタカオに捕獲される。そこで重度のシスコンであることが判明する。
ムツ
旧帝国海軍長門型戦艦二番艦・陸奥の形状を模す。ナガトの麾下の霧の艦艇。コンゴウ不在の間の巡航艦隊の指揮を執っていたイセが401との戦闘海域へ転送されることとなり、その穴埋めにハルナとキリシマを用いようとされたことに対し現在のハルナとキリシマの行動を中断されたくないナガトの思惑からイセの穴埋めとして急派されることとなった。
その後、群像やいおり下船後に白鯨のために囮としてきた401を急襲する。
長らくメンタルモデルの容姿は不明であったが、Depth103において登場したときは平安の武官束帯のような服装を纏った双子の姿で容姿は弓を持つ方は金髪で瞳はスカイブルー、太刀を持つ方は髪はスカイブルーで瞳は金色となっている。その攻撃方法も、重力子の刀のようなものを精製したり圧倒的な装弾数や瞬間移動でイオナ達を苦戦させるが、Depth118にて瞬間移動のカラクリをイオナ達に破られ、反撃されかけるもナガトの介入により事なきを得るがその後、Depth120でレパルスの特製巡航ミサイルにより本体は轟沈させられてしまう。
ナガラ
旧帝国海軍長良型軽巡洋艦一番艦・長良の形状を模す。イオナ曰く「標準的な“霧”の軽巡洋艦」。佐賀県鹿島市の宇宙センター沖にてイ401と交戦、撃沈される。残骸は何者かに回収された模様。コアは行方不明となっており、イ402はこれを不審に思い捜索している。
アニメ版
アニメ本編では重巡洋艦未満の霧の小型艦艇がナガラ級以外（駆逐艦含めて）登場しないためか、量産された本級が史実（モデルとなった長良級は全6隻）を遙かに超えて多数登場している。コンゴウとマヤの融合の際に数隻が取り込まれており、超重力砲の使い捨て発射砲台として利用された。劇場版ではヒエイ麾下の艦艇として同型艦であるナトリとユラが登場した。ミサイルや魚雷の他に爆雷を装備している。
イ501
元旧ドイツ海軍UボートIX型の後身、旧帝国海軍伊号第五百一潜水艦の形状を模した霧の潜水艦。メンタルモデルの有無は不明。タカオからは「501」と呼ばれている。
鹿島沖では出港した401をタカオへ報告するシーンがある。その後は重巡タカオの艦底部と接続されており、同艦のセンサーユニットとして運用されていた。401の超重力砲を受けて撃沈される。
アニメ版
原作と違い、鹿島沖での単独行動は描写されなかった。やはりタカオのセンサーユニットになっていたが、超重力砲を受けて破壊される。
アカツキ/ヒビキ/イカヅチ/イナズマ
ナチの随伴艦を務める駆逐艦4隻。ナチの台詞で名称が言及されたのみであり、詳細は不明。
シレトコ
旧帝国海軍知床型給油艦一番艦・知床を模した形状の補給艦。メンタルモデルの有無は不明。
弾薬切れ気味だったアシガラに接舷して給弾を行っていたが、401の接近で急遽補給作業中止。切り離された補給コンベアから大量の侵食魚雷を海面へ落下させながら、アシガラより離脱する。
イ18/イ22
旧帝国海軍巡潜丙型潜水艦、伊十八と伊二十二の形状を模した霧の潜水艦。増援としてコンゴウが旗艦装備で召喚、急速発進させる。前触れもなく突然海域に現れたため、その存在は401クルーを困惑させた。
イ15
旧帝国海軍巡潜乙型潜水艦、伊号第十五潜水艦 (初代)の形状を模したと思われる霧の潜水艦だが、401のディスプレイ上に表示として出たのみなので詳細は不明。イ18同様、コンゴウが召喚した潜水艦の一隻。
イ201
旧帝国海軍潜高型潜水艦、伊号第二百一潜水艦の形状を模した霧の潜水艦。Depth:074で沈下するマツシマへ接触を図ろうとするユキカゼの妨害に現れるが、ヒュウガの演算力を手にしたユキカゼによって返り討ちに遭う。ロケットアンカーのようにユキカゼから碇を打ち込まれ、侵食魚雷を食らって撃沈された。

#### 派遣艦隊
元々はコンゴウの指示により、イ401撃破のために派遣されて横須賀港を襲撃した部隊。ハルナ・キリシマが撃破されたため当初の目的は失敗に終わったが、キリシマの提案により現在は「刑部蒔絵の確保」「アドミラリティ・コードの探索」を新たな目的（半ば建前）として独立的に行動する別働隊となっている。襲撃時には軽巡以下の各種艦艇も配備されていたが、別働後は撤収されておりマヤがハルナ・キリシマを乗艦させて単艦で行動する体制をとる。現在の旗艦はハルナ。
ハルナ
声 - 種﨑敦美
旧帝国海軍金剛型戦艦三番艦・榛名の形状を模す。メンタルモデルは金髪のツインテールに顔半分程度しか出ないほどの大きな黒コートを埋もれるようにまとった少女の姿。普段は落ち着いているが、人前でコートを脱ぐと途端に落ち着きを失い、弱々しくなる。人間の「言葉集め」が趣味。イ401との戦闘に敗北したことで船体は失ったものの、メンタルモデルは残り、キリシマのユニオンコアと共に脱出、その後は蒔絵と行動を共にしている。蒔絵からは「ハルハル」と呼ばれる（この呼び名はキリシマからは笑われている）。初登場時は必要最低限の言葉を事務的に話すだけであったが、敗北後に出会った蒔絵や刑部博士の影響で悲しみや怒りを覚えてかなり人間らしい雰囲気を持つようになり、友達などの概念を理解し尊重するまでに至っている。また、経験を積んだことで予感を獲得している。
刑部邸に保護された事実が中央管区政府に知れたことで、メンタルモデルの確保を画策した中央管区陸軍の襲撃を受ける。しかしメンタルモデルの状態でも高い戦闘能力を持ち、軍人相手に圧倒的な力量差を示した。
刑部邸滞在時に刑部博士と対話し、蒔絵らデザインチャイルドの由来を聞き、さらに蒔絵の「友達」になってくれとの懇願を受ける。
刑部博士の死亡時に「死」を認識、さらに自身の中に湧き上がる衝動により「感情シミュレーション」を暴走させ、火器管制システムをリンクさせていたマヤをコントロールし日本の3首都を攻撃目標として殲滅攻撃を行おうとするが、その直前にアドミラリティ・コードの介入により回避される。
刑部邸での一件後はキリシマと共にマヤと合流、蒔絵との約束を果たすために函館へと向かう。何故か蒔絵が自分たちに会おうとしないため一時は諦めて函館から離れようとするも、マヤ達に諭されたことで考えを変え、蒔絵が保護されている沙保里宅に侵入して再会を果す。現在は蒔絵と共に人類と霧の未来を探す旅に出ており、コンゴウ艦隊が401と交戦して外海へ出ることが難しい状況の中、刑部首相より提案があった第4施設消失事件調査のため横須賀へと向かい、海洋総合学院へ「刑部ハルナ」の名義で転入した。
そしてDepth:106で文化祭に紛れ第4施設を調査しようとするが、タカオとアタゴに阻まれ交戦に入り総旗艦であるヤマトの思惑に関して疑問を呈している。
アニメ版
声 - 山村響
イ401との戦いで刑部邸の敷地内に吹き飛ばされた模様。刑部邸陸軍襲撃の戦いでイオナに助けられ、キリシマ、蒔絵と共に硫黄島に同行。そしてそのまま、群像率いる蒼き艦隊の一員となり、新しくなった401のサブをヒュウガと共に務めている。全てが終わった後はアメリカ政府の監視の下、ロサンゼルスでキリシマや蒔絵と共に暮らしている。劇場版「DC」では、「人類を信用してはいないが千早群像は信用している」という旨の発言をしており、横須賀で撃沈されたことについては恨んでいない模様。振動弾頭の起動不能トラップ発動を確認後に、蒔絵とキリシマと共に逃亡しており、逃亡中のメキシコでムサシの放送を見る姿が描かれている。劇場アニメ『Cadenza』では、各国の沿岸に接近していた霧の軽巡艦隊からナノマテリアルを強奪して船体を復活させ北極海に向かうイオナの援護に現れる。なお、この時に復活させた船体はハルナの船体にキリシマの艦橋、主砲は第1と第4がキリシマのもので第2と第4がハルナという構成の、いわばハルナとキリシマの船体が融合して1つの船体を構成しているといえるものである（言わば下記のイ401アルス・ノヴァモードに近いといえる）。名称はハルナキリシマ合体戦艦となっており、超重力砲発射形態時の船体展開も同型艦とは異なる（船体が上下に分割するのは同じであるが、艦底がさらに左右に分割して展開される）。艦長である蒔絵の指示の元、ハルナが操艦を、キリシマが火器管制を担当する。
キリシマ
声 - 内山夕実
旧帝国海軍金剛型戦艦四番艦・霧島の形状を模す。メンタルモデルはショートアップで、ショートパンツスタイルにコートを羽織った女性の姿。横須賀における海戦ではハルナに対し主導権を握って行動する。イ401との戦闘開始時に「ワクワクする」、自分たちが窮地に追い込まれた時に「楽しい」と発言するなど好戦的な性格。イ401に敗北し、船体とメンタルモデルは失ったが、ユニオンコアだけは生き残った。轟沈時には「後悔」を知ったが、後に語る所によると群像達に対しては「憎悪」のような感情は持っていない様子。蒔絵を霧側に取り込むようにコンゴウに提案するなど、一般のメンタルモデルより創意に富んでいる。
蒔絵によりハルナが保護された後、刑部邸にてハルナからナノマテリアルを分けてもらい、蒔絵所有のクマのぬいぐるみ「ヨタロウ」を外装として動かす形で再び自力で動けるようになった。これ以降は常にヨタロウの姿でいるようになっている。実はこのヨタロウは着ぐるみに改造されており、頭部には目が光るなどの細工が施されている。これを3頭身くらいにデフォルメされた姿のキリシマが着込んでおり、着ぐるみの手入れをするときや刑部首相と会食したとき以外は脱いでいない。現在はハルナやマヤと共に蒔絵を伴っての旅に出ている。
ハルナが第4施設焼失事件の調査を行うため行動を共にし、文化祭に紛れ第4施設を調査しようとするが、Depth:106でタカオとアタゴの妨害により交戦に入り、ナノマテリアルが自由に扱えることに気付いたため、Depth:110でデフォルメされてない自身のメンタルモデルを再生する。再生したものの、身体であった蒔絵のぬいぐるみであるヨタロウが入ったバックを忘れていたのか、それをタカオに奪取されていた。
アニメ版
声 - 内山夕実
メンタルモデルのスタイルは同じだが、コートを羽織る描写はない。横須賀急襲においては、アニメ版に潜水艦「白鯨」が登場しないため、敗北のきっかけとなったのは「白鯨」が発射した侵食魚雷ではなく、水没した三笠公園の戦艦「三笠」に仕掛けられた自動発射装置から発射された侵食魚雷に変更されている。
ヨタロウの色は原作とは違い赤く、体長も大きく変更されている。また、動く度に女児向け玩具に仕込まれた空気笛的な「ぴこぴこ」音が、時々鳴るようになった。ヨタロウ姿になった後は、メンタルモデル姿のキリシマの描写はなく、ぬいぐるみの姿で生肉を貪り食ったりする。弱点は水濡れで、身体が重くなり動きがままならなくなる。刑部邸陸軍襲撃に居合わせ、囮役を買って出たハルナの頼みで蒔絵を守ることとなる。クラインフィールドの展開などはほとんどできないため、打撃技で兵士達を倒していくが、蒔絵とハルナともども戦車隊に追い詰められたところをイオナに助けられた。その後、ハルナから蒔絵に自分を含めて友達になってくれと言われた時は頬を染め、イオナには遠まわしのお礼の言葉を送った。彼女もハルナと共に蒼き鋼の一員としてアメリカに振動弾頭を届ける手伝いをする。
マヤ
旧帝国海軍高雄型重巡洋艦四番艦・摩耶の形状を模す。メンタルモデルは少女趣味な衣装をまとった、黒髪ロングヘアの少女の姿。横須賀襲撃の際には外洋待機で、それ以来長らく誰からも構ってもらえず放置されていたため、久しぶりに任務をくれたハルナを「心の旗艦」と呼び、個人的に慕っている状態となっている。音楽の趣味があり、ナノマテリアルで生成したピアノ（ただし、楽器に関する知識が不十分だったため、指摘されるまで鍵盤の配列がデタラメだった）で弾き語りをしたりして暇をつぶしていた。分身体で編成された楽団を持っている。Depth:076ではテルミンを生成して演奏もしている。
登場当初はかなり子供っぽい性格であったが、暇つぶしに上陸して町の見物をしたりする内に人間社会のことや感情について思いを巡らせるようになるなど、考え方や知識面で急速な進歩を見せつつあり、蒔絵が自分と会ってくれないことに苦悩するハルナに助言した。現在は蒔絵を伴ってハルナ達と共に旅に出ているが、出会ったばかりの蒔絵ともすぐに打ち解け友達になっている。
アニメ版
声 - MAKO
もっとも大きく設定が変更されているキャラ。刑部邸襲撃の際の出番は無く、ハルナやキリシマとも行動を共にしないため、コンゴウ直属の艦として行動しており、彼女と共に硫黄島に向かう。コンゴウに唯一付き従っており、彼女を友達と称している。砂浜に絵を描いたり蒔絵とハルナで遊ぶなど原作より子供っぽさが強調されていた。実はアニメ版の重巡マヤはメンタルモデルを持っておらず、現在のマヤはメンタルモデルに偽装して400と402が構築した監視ユニットであり、プログラムされた思考パターンに従って行動していただけの人形に過ぎなかった。この事実は彼女に対して少なからず愛着を抱いていたコンゴウを大いに打ちのめし、己の感情を自覚させると同時に後の凶行の引き金となる。最終的にコンゴウに取り込まれて融合されてしまう。
アニメおよびゲームなどでは「カーニバルだよっ」が代表的なマヤの台詞だが、原作では一度使われただけである。

#### 東洋艦隊
東南アジア近海の封鎖を任務とする艦隊。
プリンス・オブ・ウェールズ
イギリス海軍キング・ジョージ5世級戦艦二番艦・プリンス・オブ・ウェールズの形状を模す。東洋艦隊の旗艦でクラスは大戦艦。大戦艦フッドの招集命令に従わないレパルスを離反しなかった駆逐艦3隻と共に攻撃し、撃沈してコアを回収しようとするが、白鯨の妨害により逃げられてしまう。
レパルス
イギリス海軍レナウン級巡洋戦艦二番艦・レパルスの形状を模す。メンタルモデルはキャップとロングドレスを身に纏い、メガネをかけた金髪のメイドの姿。優柔不断で後ろ向きな性格。アドミラリティ・コードの使命を無視して千早翔像を捕らえようとする大戦艦フッドの召集命令に応じた艦隊旗艦プリンス・オブ・ウェールズの指揮下を自らの意思で離れ、賛同した霧の駆逐艦ヴァンパイアと共に逃亡を計る。本人曰く人望が無く、出奔した際はヴァンパイア以外の僚艦が付かなかった。自分達を助けた白鯨と接触してみようとヴァンパイアから提案されるも、人間と会うのが怖いと躊躇、自身の演算能力でヴァンパイアにメンタルモデルを形成させて交渉を任せるという回りくどい方法をとった結果、演算能力の限界で二日酔いのような状態となったが、その後、ヴァンパイアに与えた演算を元に戻すことで復帰している。
やはり白鯨が気になるらしく、何かと理由を付けながらかの艦を追ってバスコ島まで北上。ヴァンパイアを監視の任に付けている。
Depth118でイ401が大破させられた後、続くDepth119でヴァンパイアの後押しにより白鯨を守るため、霧への反逆を決意し、艦体を特製の巡航ミサイル発射台と化しヴァンパイアの管制の元、ムツの艦体を撃沈することに成功する。
ヴァンパイア
イギリス海軍アドミラルティV級駆逐艦一番艦・ヴァンパイアの形状を模す。出奔したレパルスに協力した唯一の艦で、彼女へのツッコミ役。メンタルモデルこそ形成していないものの様々なことを思考している。威嚇射撃にも反撃してしまうなどあまり戦闘慣れしているとは言い難い性格の艦。
白鯨との接触にあたり、レパルスの演算能力の約4分の1を貸し与えられメンタルモデルを形成、メイド服を着た少女の姿をとる。形成したばかりで無表情気味ではあるが、思ったことを毒舌風にずばずばと言う。白鯨での駒城達との会合後は去り際に「また会いましょう」と口にした。
レパルスによって作られたメンタルモデルはその後解消されたが、コトノと取引の上、ヤマトの演算能力を貸し与えられて再び構築されている。この後口調も変わり、以前のずばずば言うものから知的なものになっているが、その気になれば以前のものに戻せる。ただし毒舌は変わっておらず、レパルスに対してはやはり厳しい。演算能力を与えられているが総旗艦ヤマトの指揮下に入ったわけではなく、あくまで上司はレパルスのまま変更無し。

#### 北米方面艦隊
東洋方面巡航艦隊とは違う管轄の艦隊。超戦艦を有する総旗艦艦隊と緋色の艦隊が秘匿事項としているはずのミラーリング・システムのことを周知している。
レキシントン
アメリカ海軍レキシントン級航空母艦一番艦・レキシントンを模す。401と東洋方面第一巡航艦隊の戦闘海域に約26隻を率いて進軍してきた北米方面太平洋艦隊の旗艦である海域強襲制圧艦。現時点ではなんらかの理由で本来の旗艦にあたる艦から旗艦の座を委譲されている。
メンタルモデルはアカデミックドレスのような服を着た、そばかす顔の長髪の女性。自分の艦の中には大量のコーヒーを飲み散らかした跡や、本棚、顕微鏡、タツノオトシゴの標本などのいわゆるアナログな物が散乱している。艦内では雑事を古典的なデザインをした小型のロボットにやらせている模様。東洋方面第一巡航艦隊の支援のために進軍したが、コンゴウの旗艦装備の観測を目的としたゾルダン達と意見の不一致によりU-2501と交戦を開始する。交戦途中からあえてゾルダンとU-2501をさながらテストのように試す行動を取りつつ、事実上U-2501を引き連れる形で随伴の駆逐艦と共にコンゴウが沈められた海域へと移動を開始する。途中イセ達と対峙しイセがけん制している中、突如としてU-2501に乗艦許可をゾルダンに申し出てそれを認められる。その後、船体のみイセ側に鹵獲されている。
船体も含めて自らの紋章には常時"Lexington Fog University"と併記しており、ゾルダンとの開戦時には学旗様の旗を掲げて「勝てばその戦術論に対して学位を授ける」といった発言をするなど、好戦的でありながらも学究肌の性格（本人曰く「教師属性」）も持ち合わせる様子をうかがわせる。
Depth：096にて、経歴を詐称してレキシントン市内の大学で教授職に就いていることが本人の口から語られた。さらにDepth:101で日本統制軍の関係者を装ってゾルダンたちを伴い横須賀へ上陸し文化祭に紛れる。
ニュージャージー
アメリカ海軍アイオワ級戦艦二番艦・ニュージャージーを模すかと思われるが、レキシントンとの通信会話のみで詳細は不明。
フレッチャー / ラドフォード
それぞれ、アメリカ海軍フレッチャー級駆逐艦の一隻フレッチャー、ラドフォードを模すかと思われるが、レキシントンとの通信会話のみで詳細は不明。

#### アメリカ太平洋方面艦隊
アニメ版に登場。第11話に於いて、ハワイを経由してアメリカのサン・ディエゴへ向かおうとする401の前に立ちはだかった。401艦内の画面表示に映る限りでは54隻で、その後シーンが上空から俯瞰する視点になると、艦隊は全70隻で構成されていることがわかる。静によれば模している艦種識別は「インディアナ級1、アイオワ級1、バージニア級2、デラウェア級1、レキシントン級2」とのこと。異形のコンゴウが放つ超重力砲の一撃で、全て一掃された。劇場版「DC」においてはフレッチャー級駆逐艦「DD-680 メルヴィン」が振動弾頭のテストで霧に対する「抑止力」を見せ付ける目的で撃沈された。

#### その他の“霧”
フッド
イギリス海軍巡洋戦艦・フッドの形状を模すかと思われるが、現在は名称と一部の行動のみで所属も含め詳細不明。クラスは大戦艦。千早翔像率いる欧州方面艦隊がアドミラリティ・コード直衛艦隊の銘である緋色の艦隊を名乗ったことに異を唱え、千早翔像を捕らえるために東洋艦隊をはじめとした多くの“霧”に召集命令をかけた。
チョウカイ
旧帝国海軍高雄型重巡洋艦三番艦・鳥海の形状を模すかと思われる。タカオ曰く「妹」。マヤ曰く「姉」的な存在で、401が対ヒュウガ戦の前に対峙した際にメンタルモデルを持っていなかった時期に撃沈され、撃沈後は“霧”の補給基地であるハシラジマを維持管理している。メンタルモデルの外見は同型艦であるタカオやマヤ曰く、マヤを知的にした風貌で、和風メイドの服装にビン底眼鏡をかけている。メンタルモデルを持てる艦艇として最初に撃沈された艦艇であるために服装のエプロン部分には「撃沈倶楽部」という文字が入っておりハシラジマの維持管理と共にクラブの管理もしている。
群像がハシラジマに連れ込まれた後は、『修復』の過程で生まれたグンゾウの面倒見役を担う。その後、グレーテルの手により完全に目覚めた群像についても、言動こそツン気味ながら甲斐甲斐しく世話を焼いている。
群像に対してはメンタルモデルを得る以前に撃沈された経緯から、接触した場合、どのような行動に出てしまうか自身予想ができないと考えていたが、アカシからはタカオの二の舞になる可能性が大きいとからかわれた。実際、目覚めた群像に対しては棘のある言動を取ろうとしつつも、隠しきれない好意を滲ませている。
シナノ
旧帝国海軍大和型戦艦三番艦の予定を改装された空母・信濃の形状を模すかと思われるが詳細不明。コトノとの通信会話のみでヤマトとムサシを姉と呼ぶ。

### 緋色の艦隊
群像の父・千早翔像を首魁とする、超戦艦ムサシを中心とする霧の艦艇で構成された“霧”の欧州方面艦隊。本来はビスマルク率いる欧州方面艦隊とは別の艦隊であったが、合流してその勢力の一員となっている。英語表記はTHE SCARLET FLEET。“霧”の東洋方面艦隊や東洋艦隊とは独立した意思の元に行動しているらしく、“緋色の艦隊”としてイギリス政府と独自に安全保障条約を締結する。最初の目的は欧州統一である。プリンス・オブ・ウェールズの言によると、“緋色の艦隊”とは本来はアドミラリティ・コード直衛艦隊のこと。
千早 翔像（ちはや しょうぞう）
元大佐。群像の父親で、人類を裏切って霧の艦隊に参加したと言われている。2039年にイ401を拿捕したのは彼であり、その後実戦投入のための2045年の初の有人航海でクルー全員と共に消息を絶った。その後、2054年に霧の超戦艦ムサシと行動を共にしているのを目撃され、裏切りが疑われるようになった。現在は霧の艦隊の中で、提督として部下たちと共にムサシの制御系を掌握してメンタルモデルを解放することに従事している。ゾルダン曰く「欧州大戦の中を生き抜く術を与えてくれた」人であり、「わが父たる人」とのこと。コンゴウの旗艦装備の持ち出しという前例の無い事態には、ゾルダンにその観測を任じる。
なお群像は自身の経験から、彼が本物の翔像であるのかどうか疑念を抱いている。
アニメ版
声 - 中田譲治
アニメ本編には登場せず、劇場アニメ『DC』『Cadenza』にて登場する。原作同様に霧の艦隊への作戦行動中に消息を絶って以降は霧の艦隊に寝返ったとされており、本作ではムサシが総旗艦代理として霧の艦隊の中枢を掌握しているので、彼自身も「霧の艦隊・提督」として霧の艦隊そのものをムサシと共に指揮下に置いて活動している。全世界への電波ジャックで姿を現し、霧の艦隊・提督としてムサシと共に全人類への降伏勧告を告げる。『Cadenza』ではムサシによってその過去が語られており、かつて現れた霧の艦隊に対して潜水艦の艦長としての戦術を生かして2隻を同士討ちさせ撃沈した。それに対して興味を覚えたヤマトとムサシがメンタルモデルを作り、接触。ヤマト、ムサシと語り合い「家族」という観念を教えた。これがメンタルモデル誕生のきっかけとなり、彼は2人から「お父様」と慕われていた。しかし、最終的には霧との和解を快く思わない人類側の軍人の裏切りで殺されてしまう。このように実は本物の翔像は既に死亡しており、それ以降の本編に登場してムサシと行動を共にしている翔像は、ナノマテリアルを使ってムサシが作った意思も自我もないダミー人形のような存在だったことが明かされる（ムサシ自身は「お人形遊び」と自嘲している）。このダミーは最終決戦の最中に超戦艦級同士の戦いによる凄まじいエネルギーの奔流でナノマテリアルに還り、消滅した。
ムサシ
旧帝国海軍大和型戦艦二番艦・武藏の形状を模した“霧”の艦艇。翔像やその部下と行動を共にしている。メンタルモデルは白い衣服を身にまとったブロンドの髪の少女の姿で、目を閉じていることが多い。翔像のことを「お父様」と呼ぶ。ヤマト、ナガトと同じくデルタコアのユニオンコアだが、なぜかメンタルモデルは1体しか有していない。メンタルモデルを持つ“霧”の艦としてはヤマト、イオナに並ぶ最古参。当時、その場には傷ついた翔像がいた。コンゴウによると過去に人体の修復を行っていることが判明している。
アニメ版
声 - 釘宮理恵
アニメ本編には登場せず、劇場版『DC』より登場。原作版とは異なり、黒い衣服と銀髪となっている。ムサシ直属の艦隊以外は同じ霧の艦隊であってもヤマトと同様にその居場所すら知られてなかったが、イ402のコアの解析により北極海にいることが判明。突如、総旗艦代理の名の下に全世界に電波ジャックを仕掛け、全人類の前に姿を現す。『Cadenza』ではウラジオストクでイオナの前に現れ、ヤマトとイオナとの関係を語り、イオナの機関エンジン以外のすべての“霧”に由来する機能を停止させる。かつてメンタルモデル誕生のきっかけであった翔像を父として慕っていた。変化を好んでいたヤマトとは対照的に変化には否定的であった。だが、彼が人類側の軍人に殺害されたことによって、激昂し感情を制御できないまま人間を憎悪。人間を好んでいたヤマトを沈め霧の艦隊を掌握していた。霧の生徒会が封鎖するダイオミード諸島を抜けた401に北極海で展開していた軽巡洋艦群と共に攻撃をするも、ヤマトとしての機能を起動させた401との神話さながらの最終決戦をくり広げながらヤマトの想いを引き継いだイオナと自らの感情の行方を言葉で交わしていく。沈められると同時にイオナと、彼女の中に潜んでいたヤマトに諭され天へと還り消滅した。
ゾルダン・スターク
イ401と同じく人間が指揮する霧の艦船であるU-2501の艦長。ユンカーの末裔であるドイツ人。翔像の命を受け、イ401を衆人環視の元で撃沈することによって、人類が霧に対して無力であることを証明するために派遣された。「兵器である“霧”の艦にメンタルモデルは本来必要ない」「操艦者が居るなら演算リソースの無駄である」と考えており、停泊中、U-2501が無断でメンタルモデルを形成しているのを発見した時には冷徹にそれを叱責して納めさせた。彼とロムアルドとフランセットは地獄とも称された欧州大戦の渦中を共に潜り抜けてきた仲であり、彼らの結束は強固。U-2501とも欧州大戦の渦中で出会っていたことが判っている。翔像を「父」、ムサシを「母（ムッター）」として慕っている。
ロムアルド
U-2501の砲雷長を務める少年。両目を覆う形のヘッドセットを付けている。甘い物が好きらしく、常にお菓子を食べている。元は漁師の息子で欧州大戦では少年兵として戦争に出ていて、ゾルダンに拾われた過去を持つ。
フランセット
U-2501のソナー・センサーを担当する女性。視覚に障害があり、管制には点字ディスプレイのような機器を通じて情報を得る。元はパン屋の娘で欧州大戦の最中にゾルダンに拾われた過去を持つ。
U-2501
旧ドイツ海軍潜水艦UボートXXI型の形状を模した“霧”の艦艇。メンタルモデルは長い髪をしたまだ幼い雰囲気を残した少女の姿をとるが、ゾルダンにより形成を禁じられているため基本的には出現させていない。特殊潜航艇ゼーフントの形状を模した大多数の無人潜航艇、ミルヒクーの形状を模したゼーフント用の無人補給艦、もう一隻の無人の同型艦U-2502を遠隔操縦して攻撃する群浪戦法を使う。切り札として、本来はヤマト級しか持っていないはずの、敵の放った超重砲のエネルギーを打ち消し、別次元の時空にエネルギーを転移させる次元空間曲率変位（ミラーリング）システムを搭載している。
霧の艦艇の中では新しい艦で、翔像がヨーロッパに向かってから新造された艦艇である。他の霧の艦艇からはそのことで注目されている。そのコアは駆逐艦Z1レーベレヒト・マースのものを使っており、メンタルモデルの形成どころかXXI型の制御すらできないはずの能力にも関わらずミラーリング・システムまで使用するなど、駆逐艦クラスのコアには到底不可能なことを成し遂げているため他の霧から疑念を持たれている。ゾルダンとは欧州大戦のころにメンタルモデルの姿で出会っていたことが判っているが、本来形成不可能なはずのメンタルモデルをどのように形成し、なぜ人に紛れていたのかの理由はまだ不明で自身の艦内では海域強襲制圧艦クラスのメンタルモデルが艦内で何かしても対応できると豪語する。
ちなみにアオシマからAFV CLUB 製1/350「Uボート Type XXI」の金型流用での プラモデルキット販売が行われており。唯一の原作出典商品である。
ビスマルク
旧ドイツ海軍ビスマルク級戦艦一番艦・ビスマルクの形状を模した霧の艦艇。本来の欧州方面艦隊の旗艦で霧での分類は大戦艦級。メンタルモデルは軍服調の衣装を着て、眼鏡を掛けた双子らしき2名の少女の姿をとる。アドミラリティ・コードらしき存在によるハルナへの介入以前にアドミラリティ・コードの最後を目撃していた。年表によると「ビスマルク姉妹」なる人物がアドミラリティ・コード消失の唯一の目撃者とされているが、大戦艦ビスマルクとビスマルク姉妹の間の関連性は不明。そんな彼女が緋色の艦隊に協力している真意を翔像とムサシは聞かされておらず、疑念に思っている。
霧の艦艇にはそれぞれ智の紋章があり右舷と左舷に刻まれているのは鏡で反転したように映るものだが、ビスマルクだけは他の霧の艦艇とは一線を画し太陽と月の形状をしたものが右舷と左舷に別々に刻まれているという不可解な形状をしている。この智の紋章はイオナの精神世界の中で現れた『自己診断プログラムみたいなもの』と名乗った存在と同じ形状をしている。ビスマルクとイオナの関連性は現状においては詳細は不明。

### その他
刑部 蒔絵（おさかべ まきえ）
声 - 上坂すみれ
刑部博士の手によるデザインチャイルドの一人。兄の眞と違って豊かな感情を備えており、ハルナらを相手に様々な表情を見せる。人工的な処置により通常の人類を超えた思考能力を与えられており、振動魚雷に搭載するための新型コンピュータシステムの開発に携わっていた。開発完了後、その能力に畏怖した国家から用済みとして「処分」されかかるが、刑部博士の交渉により保留となり、「多忙により不在がちな老齢の科学者・刑部藤十郎博士の孫娘」という擬似記憶を与えられて「執事のローレンス」に扮した刑部博士と広大な屋敷に二人で暮らしていた。
時間と共に“設定”の維持に限界を感じてきた刑部博士が、「“お祖父様”は仕事でイ401に乗艦し、以降無期限に不在となる」と告げたためにそれを阻止するべく横須賀に出向き、ハルナらと遭遇して彼女らを屋敷に連れ帰ることとなる。そして友情を育むが、陸軍の暴走による襲撃でローレンスを失う。眞の手引きで北管区に脱出してからは千早沙保里によって引き取られるが、そのころにはハルナ達が霧の艦隊だと薄々気づいており、その霧を倒す振動魚雷の開発に関わっていたことへの罪悪感から訪れたハルナ達に逢おうとしなかった。だが、夜中に邸内に侵入してきたハルナとお互いの心情を吐露しあったことにより和解。ハルナ達と共に重巡マヤに乗って旅に出ることを決意する。
アニメ版
声 - 原紗友里
より幼さが強調されており、行動も年齢相応になっている。また、生き残ったデザインチャイルドが蒔絵ただ一人という設定のため、刑部眞は登場せず、眞の設定を一部引き継ぎ、薬を食事の前に飲まなければならない身体になっている。ハルナとキリシマが霧側だと気づき、和解するのは刑部邸陸軍襲撃時に変更されている。母親は居ず、父親代わりだった刑部博士も亡くなったと思い込まれているため、屋敷にはメイド逹と自分ひとりで住んで居た。イオナに助けられた後、ハルナ、キリシマと硫黄島へ向かい、ヒュウガとも友達となる。薬はデザインチャイルドと知ったヒュウガが生成している。劇場版『Cadenza』では船体を復活させたハルナの艦長として401の救援に駆けつけ、ハルナとキリシマ2体分のクラインフィールドをレイリー散乱の応用で展開し、ミョウコウの長距離狙撃から401を守る。
刑部 藤十郎（おさかべ とうじゅうろう）
振動魚雷開発プロジェクトの中心にいた科学者。かつて野心からデザインチャイルド計画を提案し、自らそれを実行した人物だったが、やがて自分の手で「命」を消費しているという事実に恐怖し、苦悩の底に沈んで行くこととなった。
蒔絵の「処分」を関係各所とのあらゆる手段での交渉により保留させ、自らは「執事のローレンス・バレンタイン」に扮して親代わりとなって面倒を見ていたが、それすらも罪滅ぼしというエゴであると自らを断じ、ハルナに対して「蒔絵の友達になってやってくれ」と頼み込んだ。
ハルナらの拿捕を狙った陸軍の一派により屋敷を襲撃され、その際に蒔絵やハルナらを守るため戦って死亡。彼の死がハルナに激情を呼び起こし、「アドミラリティ・コード」がその健在を示すきっかけとなった。
アニメ版
声 - 遊佐浩二
漫画版よりもさらにはっきりと蒔絵を娘として愛している描写がなされている。執事としてではなく、ハルナ、キリシマをメイドによる案内で屋敷の地下にある自室に迎え、衰弱してベッドに寝たきりの状態で登場する。そのため、原作の楓信義と同様に合成音声でハルナやキリシマと会話を行った。蒔絵を救うために交通事故による「死」を装って自分の存在を消し、それが元で寝たきりとなっていた。以後は屋敷のカメラで蒔絵を見守るだけで直接会うことはなかった。ハルナらが訪れた際にはすでに身体の限界が来ており、陸軍の襲撃と時を同じくして眠る様にこの世から去る。
天羽 琴乃（あまは ことの）
群像と僧の幼馴染で、海洋技術学院の総合1位を独占していた人物。「第4施設焼失事件」で行方不明となり、死亡と認定された。彼女の存在は、僧曰く「群像が越えるべき壁（トラウマ）」「ただ一人群像の心の中に存在する女性」であり、杏平曰く「完璧艦長のただ一つ残された永久に越えられない壁」である。
その容姿は「ヤマト」のメンタルモデルに酷似しており、興味本位でデータベースの顔写真を覘き見たタカオとヒュウガを驚愕させた。
「第4施設焼失事件」が起きる直前は毎晩、自分が「ヤマト」の艦上に現れてなぜか自分が「ヤマト」を操艦できる夢を見続けていた。同時にその夢を見ているときには宇宙服の人物が彼女の元に現れていた。「第4施設焼失事件」当時では火災に対する管制を行い続ける中、逃げ遅れて死亡と認定された。
千早 沙保里（ちはや さおり）
「ARPEGGIO SPECIAL BOOK 2009-2011」収録の短編にて初登場。翔像の妻であり、群像の母。旧姓は出雲。鳥類学者。翔像が“霧”と行動し、群像がイ401の艦長となったことから、函館の自邸をカメラとセンサーで固められ、日本政府による保護を兼ねた実質上の軟禁状態にある。器の大きい人物なのか、警備網を破って勝手に入り込んで来たタカオを平然と歓待し、様々な知識を彼女に与えた。その後、ローレンスを失った刑部蒔絵を引き取った。
アニメ版
開始時点で故人。夫である翔像が死亡とされたことで浴槽で自らの手首を切り出血多量で自殺している。
グレーテル・ヘキセ・アンドヴァリ
声 - 水瀬いのり
刑部邸襲撃事件の際、アドミラティ・コードが現出すると相前後してマヤの艦上に現れた人物。
星条旗の付いたA7L宇宙服（アポロ計画初期に用いられたもの）を着て艦橋の上に立ち、ヘルメットを外して長い髪が風になびくシーンが描かれたが、後ろ姿と“霧”の紋章を象ったピアスを付けた耳元のアップだけであったため、容姿などは一切不明であった。
艦の主であるマヤは暴走直後であったためか、その存在を認識した様子は無かった。さらには「第4施設消失事件」の起きる寸前の琴乃が寝ている間に彼女の元に現れていたこともあった。
突如として肉体の修復が進行していた群像の前に現れ、途上状態であった肉体の修復を完了させると共に群像へ自らが今のアドミラリティ・コード、過去に魔女と呼ばれた者であることとその名を告げた。宇宙服の下の素顔は少女であった。その名は第二次世界大戦中にアドミラリティ・コードの起動に関わった三人の人間のうちの一人だが、その名を持つ人物が現在、アドミラリティ・コードを名乗っている理由は不明。

### 「ソルティ・ロード」の登場キャラクター
本作は、本編から離れ“霧”の重巡洋艦・タカオが「青樹タカオ」として横須賀に潜入中の姿を描いたトリビュートコミックとなっている。
タカオ / 青樹タカオ
“霧”の重巡洋艦。「青樹タカオ」として横須賀・海洋技術総合学院に潜入、在学中。
「人間を知るには人間に関わるのが一番」として様々な人たちと接触しており、トキオやケイ、リンコらと仲良くなってからは楽器も勉強している模様。
口より手を出すのが早く「ソルティ・ロードのタカオは切れやすいと言われる」のを自覚しているが、「またやってしまった」と反省はするものの、全編通して暴力に訴える傾向は改められていない。
炎天下に暑がらない不自然さを他者に指摘され、不快指数シミュレーションを実行した結果、日本の夏に負けそうになったり、女を磨くため、道場破りを実行したり、行動はやや突飛である。
第16話でメンタルモデル同士で身体を入れ替える性格入れ替わり作戦を実行し、402の身体に入るが、家事だけで一日が潰れる大変さを思い知る。
ズイカクフェス打ち上げで酔っ払いをシミュレートすると、「艦長」と叫んで泣き上戸となり、その後、二日酔いに苦しめられる。
タカオが他人向けに説明する霧の三隻の関係は「お母さん」（402）、「長女」（タカオ）、次女（ズイカク）である。

イ402
“霧”の巡航潜水艦。
本編でイオナの行動ロジックを流用したためか、表情の変化は少ないものの本編以上に人間らしい行動を見せ、最終的には「コロコロ表情が変わる」と400に指摘されるまでになる（「人間の中に潜入するのに、表情のない鉄面皮では違和感を与えてしまう」と402が説明している）。
普段は炊事・洗濯・掃除といった家事全般をこなしており、タカオたちの生活をサポートしている。
早起きして朝食を作ったり、風呂を沸かしてあげたりと甲斐甲斐しく働くためか、ズイカクからは早くに「お母さん」呼ばわりされており、タカオも後にそう呼び始めたため、着実に「お母さん」が愛称として定着しつつある。なお、本人は大分嫌がっている様子。タカオからは「メンタルモデルとして手に入れた個性が、母性じゃないのか」と分析されている。
艦隊関係者以外の他者からは、「よんちゃん」と呼ばれている。
性格入れ替わりではタカオの身体に入るが、母親をうっとうしがる学園生徒達に「貴様らに母親の何がわかる」と激怒してしまう。
酩酊をシミュレートすると「娘達が自分の気持ちを分かってくれない」と泣き上戸になって、翌日は二日酔いに苦しめられる。
402が他人向けに説明する霧の三隻の関係は「長女」（タカオ）、「次女」（402）、三女（ズイカク）である。

ズイカク
“霧”の海域強襲制圧艦。
タカオやイ402と同居しているが、タカオと違い任務は持っておらず主に釣りなどをしている。テンパると一人称が「ズイ」となる。
タコの「パウルくん」をペットとして飼っており、大きな金魚鉢に入れたり頭の上に乗せたりして連れ歩き、並々ならぬ愛情を注いでいる。一度パウルくんが行方不明になった際は、人間をよく知るタカオに「その人間的思考を一回捨てなさい」と言わせるほど人間らしい焦りを見せた。
ハンには「問屋の師匠」と呼ばれており、彼女に武術を教えている。また、マキシマには海鮮出汁を卸している。
海技の文化祭に対抗して独自に「ズイカクフェス」なる催しを立ち上げるが、これが後にタカオ達のライブ会場として役立った。
性格入れ替わりでは400の身体に入るが、外見そっくりな402と間違われ、ハンに「なぜ師匠と同じ気の流れがするんだ」と問われ、面倒くさがる。
ズイカクが他人向けに説明する霧の三隻の関係はタカオと同じである。

イ400
“霧”の巡航潜水艦。
第15話まで本編に登場することはなかったが、402達のアップロードする情報に不審な物（タカオ「青春」。ズイカク「武術とタコ」。402「母性」）が多いために、視察役として登場する。
性格はタカオら曰く「小姑」。402以上に堅物で真面目。ただし、性格入れ替わり作戦に参加するなど考えは柔軟。
ズイカクの身体に入り、普段の行動が謎すぎる彼女のミステリーに挑むが、山中で熊と遭遇して酒を酌み交わし、相撲を取るカオスな羽目に陥る。

キジマ トキオ
クジラを愛する少年。
暴力を嫌い、人の言うことをすぐ信じてしまう。
クジラを一目見たいがために海へ飛び込もうとしたところをタカオに止められる。
両親からはぞんざいに扱われ、不良からお金をせびられるなど酷い目にあっているが、それでも笑顔を絶やさず、クジラを見ることを支えに生きている。
海洋技術総合学院の生徒会長・リンコとは幼馴染。
マキシマ ジョージ
チンピラのような風貌をした元マフィアの男。
怪しげなトランクを抱えて黒服の男（組織の追手だった）たちから逃げていたところでタカオと遭遇、ひょんなことからタカオにトランクを託す。
タカオの活躍でハンと和解、ラーメン屋を始めた。味の評点は散々で、食べてもらうたびに点数が下がっている。ただし、ハンの好物であるメンマだけは評判が良い。
ハン
マキシマと一緒に行動するオカッパの少女。マキシマの娘。
父であるマキシマを「暴力ジジイ」と呼び、あまり仲の良い雰囲気ではなかったが、タカオの活躍で和解した。
キド ケイ
海洋技術総合学院の生徒。ギターを弾き平和の歌を唄う少女。
平和の歌を反戦歌とする生徒会に目を付けられ、ギターを破壊されたことですべてを諦めかけていたが、タカオに助けられてからは友人となる。
後にギターを破壊した張本人であるリンコともタカオを通じて知り合い、バンドを結成するに至っている。
トキオと、食パンをくわえた状態で曲がり角でぶつかるという漫画的な出会いを果たして以降は、トキオのことが気になっている様子。
サメジマ リンコ
海洋技術総合学院の生徒会長。規律を重んじる律儀な性格の一方、音楽を愛する心を持った少女。
親や先生のご機嫌取りのために規律を順守しており、世間で言う反戦歌を唄うケイとは一時衝突した。
本当はエレキベースを弾くのが楽しみで、タカオにその姿を見られたことがきっかけでトキオに相談、タカオを通じてケイと和解し現在はバンドを組むに至っている。
トキオとは幼馴染で、本心を話せる唯一の存在であると同時に、気になる存在でもある。
スガヌマ コーイチ
生徒会の一員で現代に生きる忍者の子孫。リンコに片想いしている。
異常な運動神経。そして炎天下に汗一つかかず、水も補給せず、さらに学校の壁をも破壊するタカオを普通の人間ではないと怪しみ、サイボーグ忍者ではないかと思い込んで調査する。
調査の途中、ズイカクと互角に渡り合うほどの実力を見せるが、ズイカクが（タカオを含めて）「姉妹の正体はサイボーグ忍者」であるのを認めたために幕引きとなった。
ハルナ、キリシマ、マヤ、刑部 蒔絵
“霧”の派遣艦隊とデザインチャイルド。
最終回に登場。第四施設事件を調べに横須賀へやってくる。そのためにタカオ達は『ソルティ・ロード』での生活を終了することになるはずだった。
タカオが最初に思い浮かべたキリシマはメンタルモデル姿だった（本編ではヨタロウ）。
   

### 「霧くまs」の登場キャラクター
メンタルモデル全員がヨタロウタイプになっている。漫画版によるとマヤを除いて、中身は綿であるらしい。
イオナ
声 - 渕上舞
青い身体のクマ。首にネクタイを締めている。一応、主役。「コマーシャル」のコーナーではタカオとコンビを組んで漫才もする。ボケ役。
独特のイントネーションな「きゅーそくせんこー」が決め台詞で、「あのイントネーション」のコーナーでは色々な単語（幽体離脱。就職活動など）を喋らせられる。
漫画版
こたつ好きになっている。
タカオ
声 - 沼倉愛美
頭部に水色のポニーテールを持ち、腹に「愛」の文字が書かれている赤いクマ。「コマーシャル」のコーナーでは突っ込み役。お笑いコンビではないと主張している。
クマ姿を嫌っており、元の姿に戻りたいと思って「困惑タカオとヒュウガ博士」のコーナーで凄いマシンチャレンジを続けるが、ことごとく失敗。「恋するフォーチュンタカオ」のコーナーでは戻れないかもと黄昏れている。
漫画版
ヒグマそのものなど、本編以上に凄いマシンで度々、酷い姿に変身させられている。しかし、顔だけ元に戻った「くま耳タカオ」は編集部に好評で、再度誌面でお披露目されている。
ハルナ
声 - 山村響
　黒いコートを羽織った黄色いクマ。トライデント回ではコートを脱いで、腰に赤い花をあしらっている。
「ハルナ辞典」のコーナーでは単語登録を行っている。「野生の王国」ではキリシマを見守る役。
ヒュウガ
声 - 藤田咲
片眼鏡を掛け、腹に「変」の文字が書かれている茶色のクマ。「困惑タカオとヒュウガ博士」ではマッドな変身装置（通称、凄いマシン）を開発しているが成功した試しはない。
漫画版
イオナLOVEなのは相変わらずで仲間に騙されている。こたつに嫉妬して凄いマシンでこたつと合体したこともあった。
キリシマ
声 - 内山夕実
元祖ヨタロウ。アニメ版に準じた赤いクマ。中二病気味だが、それに効く「全裸温泉」の効能で完治してしまうこともある。
「野生の王国」コーナーではクマの本能を発揮して心の底から楽しんでおり、「キリシマの野望」コーナーではぬいぐるみを大量に集めて和んでいる。
コンゴウ
声 - ゆかな
頭部に白い髪をあしらった紫のクマ。マヤとコンビで登場することが多い。
「大戦艦コンゴウさん」ではバーベキューにピーマンは要らないと主張。「合体戦艦キリシマ☆ハルナ」ではマヤと合体しようとするがマヤに逃走される。
マヤ
声 - MAKO
腰にスマイルバッヂ。両足に紅白の縞々ニーソを穿いたピンクのクマ。ほとんどの台詞は「カーニバルだよっ」だけで、踊っていることが多い。着ぐるみの中身はラジカセやフィギュアだったりと、謎が多い。
イ-400/イ-402
声 - なし
400は薄紫。402は薄緑のクマ。腹に艦番号が書かれている。「あのイントネーション」のコーナーでコンビを組んで登場するが台詞はない。「クマの艦隊」では潜水艦らしく潜って進んでいた。
クマの生徒会/モフモフどうぶつ生徒会
漫画版のみに登場。ヒエイ以下、霧の生徒会メンバーが揃っており、クマ（ヨタロウ）となった皆の風紀を取り締まる。
だがヒエイとミョウコウ、ナチだけがクマで、アシガラはオオカミ。ハグロに至ってはネズミであるのを「それはクマの風紀に反しはしないのか」とハルナに指摘され、「モフモフどうぶつ生徒会」に改名する。
ヒエイ
眼鏡を掛けたオレンジのクマ。生徒会名簿と生徒会腕章も装備。コンゴウLOVE。
ミョウコウ
冷静沈着な薄紫のクマ。右目に眼帯をしている。
ナチ
目と耳の良い、薄緑のクマ。
アシガラ
薄桃色のオオカミ。紅い髪飾りをしている。突撃娘。
ハグロ
薄茶色のネズミ。チーズが好きなのを利用され、チーズ付きのバネ式マウストラップ（ねずみ捕り）に引っかかっていた。
ムサシ
漫画版のみに登場。ベレー帽を被った灰色のクマ。ヤマトのお人形であるイオナを見物に来たが、アルティメット・アルペジオ形態のイオナの姿を見て「コレジャナイ」と狂乱。嫌い、きらい、と喚きながら機雷攻撃を掛ける。
千早群像
漫画版でタカオの妄想にのみ出演する、万年二位の401艦長。本作唯一の人間男子。

## 用語
霧の艦隊
突如世界の海に現れ、人類を海から排除した謎の艦船群。 現在のところ確認されている個体は全て第2次世界大戦時の軍用艦艇の形状を模しており、また実際に数々の兵装も備えた戦闘用艦艇として存在している。立ち込める霧と共に現れたことから人類が付けた呼称だが、彼女達も自身を「霧」と称しておりどちらから始まった呼称なのか不明。
その躯体は全て“ユニオンコア”と呼ばれる個々の意識を持つAIらしき演算中枢が“ナノマテリアル”と呼ばれる素材をコントロールすることで構成されており、外見こそ旧式であるもののその実際の機能・兵装はモデルとなった艦艇を遥かに超えた性能を持つ。人類の兵器の攻撃は無効化され、振動魚雷が開発されるまでは全く歯が立たなかった。どこかに専用の港（ハシラジマ）を有しているらしく、損傷を受けてもそこから損失分を補填することが可能。
前述の通り、各艦艇は独立した各自の意識と個性を持っているために操艦者・乗組員を必要とせず、実質的にはそれぞれが艦艇の形をした無機生命体であると言える。が、その思考パターンは非常に単純で、有り体に言えば力押し。アニメ版冒頭では圧倒的な攻防能力に物を言わせ、人類側艦隊の砲火を物ともせずひたすらまっすぐ突撃し、体当りで敵艦を二つに叩き折る様が描かれている。そのため人間が歴史的に勝ち得た戦術概念は持ちあわせておらず、より高度な兵器となるために、後述の「メンタルモデル」の開発につながる。メンタルモデルの開発以前の思考でもそれなりに考えていたようで、人類との交戦結果を反映して各々が自分の武装を独自の仕様に改良しているが、特にそれが顕著となったのはメンタルモデルの開発以降。また、人類との大海戦ではクラインフィールドを張ることができず航空力学的にも限界のあった艦載機が撃墜された戦訓から、艦載機は諜報部隊であるイ400型以外はこれを撤廃している。
海域強襲制圧艦は巡航艦隊では対応できない事態に対して、投入されることが霧の艦隊としての基本戦略となっていることから巡航艦隊を上回る規模の戦力を有している。
超戦艦級であるヤマトとムサシは全方位超重力砲とミラーリングシステムを同時に運用可能であるなど、攻防においても他の霧と比較しても一線を画す能力を持つことが『Cadenza』で描かれている。
基本的には後述のアドミラリティ・コードに従って行動する兵器であり、人類の海上輸送を遮断、人類を海から駆逐した。しかし彼女達自身も自分達が何物であるのか理解しておらず、メンタルモデルの獲得に伴って自己の存在の探求、派閥や政治的な概念、意見の対立などが生まれ始め、統一された兵器群とは呼びがたいものになりつつある。
なお、ヒュウガの調査によれば、人類の前に姿を現すのは大海戦の時が初めてではなく、第2次世界大戦末期の1945年5月1日に初めて人類と接触したらしい。
メンタルモデル
“霧”の艦艇が用いる、外界との接触を図り情報収集を行うために形成された人間型のインターフェイス。各艦艇の演算中枢であるユニオンコアの直接的な端末であり、メンタルモデルの示すキャラクターがほぼイコールで各艦艇のパーソナリティであると考えてよい。アニメ版のコンゴウの描写ではコアは腹部に搭載されている。艦から離れて行動したり、同時に複数形成したりできる。船体と同様ナノマテリアルで構成されているが、外見的には人類と全く変わらず、普通にしていればタカオやマヤやイ402、ズイカクのように一般市民として人間社会を見聞することも難しくないようである。
“霧”の活動開始当初には存在していなかったが、先の人類側との全面的な対決の際、戦力面では圧勝したものの戦術的には全く劣っていたことを“霧”の側が問題視し、人類の感覚をトレースしてその思考と様々な概念を理解するべく物語開始時の約2年前より形成されるようになった。
形成には膨大な演算リソースを消費するため、基本的には潜水艦もしくは重巡洋艦以上のクラスの艦艇にしか存在していないが、例外として上位クラスの艦艇が一部分散して演算を負担することで駆逐艦などでも形成は可能となる。
なお現在のところメンタルモデルには女性型しか確認されていないが、この理由はイオナ（アニメ版ではハルナ）によれば「人類の言語で、艦船を指す場合に女性形で語られるから」であるとのこと。
原作ではメンタルモデル単体でさえ大型の機動兵器をもってしても傷付けられないほどの圧倒的な戦力を誇っていたが、アニメ版ではサイズダウンするとクラインフィールドがナノマテリアル総量に依存した小規模に限定され、許容量を超える砲火には圧されるなど無敵の防御を誇る圧倒的な存在としてまでは描かれていない。代わりに演算能力を利して優れた運動能力を得る、さらには巨大な剣状のエネルギーの塊を武器とするなど直接的な攻撃手段を得ている。
ナノマテリアル
“霧”が使用する、人類にとっては未知の物質。“霧”の艦艇の船体やメンタルモデルなどの実体は全て中枢ユニットであるユニオンコアがこれらをコントロールすることで構成されており、情報さえあれば生物の内部構造まで含めたありとあらゆる存在を本物と寸分違わず再現することすら可能となる。
しかし“霧”にとってもこれは無限に生成出来るようなものではないらしく、戦闘などで損傷して絶対量が減少すると実体の維持は出来なくなり、最悪の場合ユニオンコアのみとなって自力で移動することすら不可能な状態となってしまう（ただし、コア同士で相互に融通しあうことは可能な模様）。
劣化して廃棄されると銀色の砂のような状態になるため、人類側からは「銀砂」と呼称されている。
年表によると一部の海域の海水の成分として含まれていることが示唆されているが詳細は不明である。
強制波動装甲
霧の艦隊が持つナノレベルの材質により構成された超常装甲。基本的に中型以上の艦しか持たない。後述のクラインフィールドを発生させる機能を持ち、人類が霧に有効な対抗手段を持たない理由のひとつ。
クラインフィールド
強制波動装甲が発する一種のバリアで、一切の兵器による攻撃を無力化する。空間をねじ曲げて受けた攻撃のエネルギーを任意の方向に逸らしてしまう効果を持ち、クラインの壺に例えられる。攻撃全てを無効化しているわけではなくエネルギーを分散・吸収することにより防御するが、徐々にそのエネルギーは装甲に蓄積されてゆき、吸収したエネルギーを艦内でリサイクル利用したり外部に放出するなどして適度に発散しなければやがてフィールドが消失（“霧”達は「臨界に達する」と表現する）してしまい、そうなると人類の兵器でもダメージを受けてしまう。また、発散されたエネルギーは他の艦艇から探知が可能なため、イ401のような潜水艦タイプの“霧”にとっては隠密性が失われる致命的な弱点と成りうる。メンタルモデル単体でも展開でき、応用して足場を作ったり手を触れずに物体を投げ飛ばすことも可能。霧の艦艇はクラインフィールドを利用した重力制御で船体を浮遊させた状態で維持することも可能であるが、その質量を空間に固定するが故に機動力が大幅に低下するという欠点を持つ（ただしアニメでは超戦艦級のみある程度の機動力を確保した状態で、浮遊したまま移動している）。張っている間は周囲に霧が立ち込め、切ると霧が消える描写があり、“霧”が人類側からそう呼ばれる原因でもある。
アドミラリティ・コード
霧の艦隊が探し求めている「失われし勅命」と呼ばれる謎のコード。“霧”の指令系統の最上位に位置するものであり、全ての“霧”の記憶は「再起動の後は海洋を占有し人類を海から駆逐、分断せよ」から始まっているが、それ以後に命令がアップデートされた様子が無い。「再起動」の言葉が示す意味も不明。ヨーロッパで「失踪」したとされており、それ以降に存在を示したのはハルナの感情的激発の際のアクセスの時のみである。
その行方は群像、翔像ら人類はもちろん、ヤマト、ナガトら霧の上層部も知っておらず、探し求められている。そしてナガト曰く、「霧の中でも誰が見付けるかによって世界が変わる」という。ハルナが刑部博士の死の認識に激昂し人類への殲滅攻撃を行おうとした際に介入してそれを止め、ハルナを強制再起動させた。この際ハルナにはヨーロッパの何処かに佇む少女のイメージが描写されたが、このイメージは全世界の“霧”にも届いており、これ以降アドミラリティ・コードを巡っての様々な事態が動き出すきっかけとなった。それに関わるかと思われる何者かは、アメリカ国旗が刻まれた宇宙服を着込みピアスを付けた長髪の少女の姿をとって重巡「マヤ」の元に現れたが、その場にいたマヤは存在には気づかなかった。アドミラリティとは本来UK（イギリス）の海軍本部を指すが、本作との関連性は現在不明。
アニメ版では命令条項に通信網の封鎖と地上攻撃の禁止が追加されている。その命令を直に受けることができるのは超戦艦の2隻のみで、超戦艦の2隻が命令を協議して解釈・判断して他の霧の艦隊に解釈した命令を下す指揮系統となっている。
デルタコア
霧の中でも総旗艦の資格を持つ大戦艦級以上に搭載されているユニオンコアの一種。演算処理能力が桁違いに高く作中では旗艦の資格をもつ艦のみに搭載され、演算処理能力に余力があるためか超戦艦ヤマトや前旗艦でもある大戦艦ナガトのようにメンタルモデルを二人持つのも珍しくないという。計算上では巡洋戦艦級のコアの約十二倍もの演算処理能力を有している。なお、ビスマルクにも同じものが搭載されているかは不明。
デュアルコア
ユニオンコアの中でも一部のコアのみが有している二重構造を持つコア。このデュアルコアの性質を持ったユニオンコアを有するのは、イ400型の3名、超戦艦ヤマト。アニメ版ではイ401のコアが本来のイ401としてものとヤマトからコアを譲渡されていたことによる二重構造のデュアルコアと化していた。
「白鯨」級潜水艦
人類が作り出した対“霧”用の最新鋭の原子力潜水艦。艦首から無数の気泡を放出して水との摩擦を極限まで減らし、ロケットモーターにて超高速で海中を移動するスーパーキャビテーション航行システムを採用している。イ401との連携と譲られた侵蝕魚雷を一本使用したとはいえ、初めて人類の戦力で“霧”に打ち勝った。船体はユニット構成になっており、中央の指令ユニット（脱出艇を兼ねる）以外のユニットを換装することにより100m級から1000m級まで複数の仕様が存在している。既に2隻を撃沈されている。
アニメ版では未登場。
岩蟹（いわがに）
陸軍が保有する四足歩行型戦闘車両。ガトリング砲やロケットランチャーなどを装備している。作中では刑部邸の襲撃に使用されたが、霧のメンタルモデルに尽く無効化され歯が立たなかった。漫画版では有人型だが、アニメ版は無人の自律型。
侵蝕魚雷
“霧”の艦艇に有効打を与えることができる兵器。炸裂すると周囲の空間を重力波によって侵蝕、物質の構成因子の活動を停止させ崩壊させる。目標が“霧”である場合、展開中のクラインフィールドに中和されるがこれを侵食、臨界に近づけることが可能。重ねて撃ちこめば飽和・撃沈に追い込むことが出来る。元々霧の兵器であるため人類が製造、複製することは不可能であるが、人類製の潜水艦から発射することは可能。弾頭にはタナトニウムと呼ばれる未知の物質が使われている。魚雷と銘打たれているが、劇中にはタナトニウム弾頭を装備した大気中を飛翔するミサイルや、海中の機雷としてあるもの（アニメ版に登場、開発者はヒュウガ）、爆雷型（劇場版に登場、使用はヒエイ麾下のナトリとユラ）も登場する。
タナトニウム
霧が兵器やエネルギー源としている未知の物質、常に自壊しており重力子を放出している。そのため霧であれば探知可能であり対応を取られてしまうこともある。
超重力砲
“霧”の大型艦艇が装備している長距離破壊兵器。劇中では「超重力砲」「超重砲」の表記が混在している。大規模な変形を行い船体全体を砲身とすることで超広域に重力波を放つ。ロックオン時は正面の海を割る重力異常が起こり、誘導ビームによる捕捉が行われる。戦艦級ともなれば誘導ビームの拘束力が強く離脱が難しく、砲撃が掠っただけでも多大なダメージを被ることは必至である。直撃すればクラインフィールドをも一瞬で飽和・貫通し、目標を破壊出来る。弱点として、如何に強力な霧の艦艇であっても超重砲を使用の際は発射シークエンス演算に集中せねばならない上、発射口正面のクラインフィールドを解除する必要がある。ハルナ・キリシマはその隙を突かれ敗北した。
アニメ版では主に超重力砲と呼ばれる。船体を旋回させながら発射することで広範囲を砲撃するなどの利用法も見られた。
401は硫黄島への帰還後にヒュウガの手でさらに改装され、ミカサ戦術システムの使用により放つ新型超重砲を搭載している。この新超重砲は従来のものより威力が高く、401のエンジン出力のリミッターを全解除したフルパワーでの超集束モードなら、重力子ビーム口径約1mで射程を140キロ以上にまで延長することが可能となっている。新超重砲発射による強大な重力波は、遠く離れたコンゴウやナガト、函館へ向かう400やハルナ達までもが感知した。
ヒエイが複数のリング状の物体を使用することによって、曲射による狙撃が可能となっていたり（超重力砲の艤装自体の描写は、追加されているリング状の物体以外はコンゴウ・ハルナ・キリシマと共通である）、ミョウコウは自身の船体よりも長い砲身を船体側面より2門展開して発射するなど、それぞれの艦によって超重力砲の仕様の違いが存在するようである。
アクティブデコイ
霧同士の戦闘で頻繁に使われる、ナノマテリアルを用いたデコイ。操作は自由にでき、敵センサーの撹乱を主目的として行動させることがほとんど。消耗品であるらしく他の兵装と同じく残弾数がある。
次元空間曲率変位(ミラーリング)システム
超戦艦ヤマト級とU-2501、劇場版「DC」のヒエイのみ搭載されている特殊兵装。対象の超重力砲を別次元に相転移させ無効化するが、その反面、使用後の反動が大きく11次元に至るまで影響を受け一定の範囲の海域の重力バランスを崩壊させる。ひとつの海域でタカオの超重砲だけでなく新超重砲とミラーリングシステムまでが使用されたため、402曰く「地球が持たない」と言わしめた。U-2501に搭載されている物はヤマトより規模がかなり小さいものの、広範囲にわたって重力異常を引き起こした。さらに使ったU-2501も無事には済まず、一度使用しただけで艦の運用に支障が出てくるほどの損害をこうむっている。ヒエイのものはムサシから借り受けたもので（ムサシの超重力砲とミラーリング共用のレンズを前方に配置している）、随伴のナトリとユラを補助動力源とした上で使用している。本来は超戦艦級にしか装備できないということが402やアニメでのイオナのセリフで示唆されている。なお、ヤマトとムサシは超重力砲を使用しながらミラーリングシステムを同時に展開できる（複数ある超重力砲ユニットの一部のリングをシステムに使用する）。
旗艦装備
巡航艦隊の旗艦クラスに使用が許されている兵装。装備には超重力砲の艤装換装が必要となる。人類との大海戦でも使用例がない霧の艦隊の切り札とも呼べるもので、コンゴウが401撃沈のために用意した。数種類存在し、時空展開デバイスと呼ばれるコンゴウが用意した旗艦装備は鳥居のような形状の浮遊ユニットを無数に装備している他、メンタルモデルも黒いウェディングドレスのような装いに変化する。作中のヒュウガの説明によると、コンゴウのこの装備は船体上部にある大鳥居状のユニットのエネルギーで別の場所にいるユニオンコアを転移させ、その後船体側面に展開している浮遊ユニットでナノマテリアルを用いて船体を再構成し戦力として用いる（群像曰く霧版3Dプリンター）もので、自艦隊として登録されている艦のコアのみ転移可能という制限はあるもののナノマテリアルを補充できる状況であれば無尽蔵に転移→再構成が可能となっている。なお、下記のミカサ戦術システムはヒュウガが自身の旗艦装備を参考にして構築されたものであるらしいことから、ヒュウガの旗艦装備は重力子機関を内蔵したユニットを使用した超重力砲強化装備であると思われる。
振動魚雷
振動弾頭を搭載した魚雷。目標に貼り付き、物質の固有振動数を割り出し、それと共鳴する振動を高出力で発信する。物質の固有振動数に対し共振現象を引き起こすことによって、目標の分子結合を崩壊させて破壊する。現状、人類が開発した兵器の中で唯一“霧”に対して有効な攻撃力を持つ装備。
日本で開発されたが、海を封鎖された日本では5本を試作するのが限界であったため、以降の量産と実験はアメリカ合衆国に託すことが決定されていた。これまでに立案された輸送計画はことごとく“霧”に阻止されており、この試作品も既に1本しか残っていないため、日本政府は最後の手段としてその輸送をイ401に依頼することとなった。
振動弾頭は原理的に“霧”の艦艇が展開するクラインフィールドを突破しうるものではない。ただし、クラインフィールドを突破した上で使用すれば“霧”の艦艇を撃沈することが出来るとされる。“霧”の中型以上の艦艇は、クラインフィールドを発生させる強制波動装甲を有するため、現時点では未だ課題が残る装備ではあるが、人類が手にした初の“霧”に通用する兵器ということで群像はこの魚雷の量産が霧との交渉材料になりうると考えている。
劇場版「DC」においては、アニメ版のラストでアメリカに届けられた振動弾頭のテストが行われており、フレッチャー級駆逐艦「DD-680 メルヴィン」を模した霧の艦艇を撃沈している。しかし、振動弾頭はあくまで「抑止力」としての運用を考えた千早群像の策により機能不全トラップが作動、テストに使用されたサンプル一本を除き、量産されたもの全てが使用不能となった。
海洋技術総合学院（かいようぎじゅつそうごうがくいん）
横須賀に存在する軍直轄の学校。後世に海洋国家であった日本の思想や技術を受け継ぐことを目的とされ学科は100以上もあり、中には霧に対抗するために海兵を育成する学科もあり、すべての学科を合わせた生徒数も6000人を超えるという。
第4施設焼失事件（だいよんしせつしょうしつじけん）
物語開始前、2054年に起こった事件。慰霊碑には「第4施設焼失事故」と記載されている。詳細は語られていないが、海洋技術総合学院の施設である第4施設において研修に来ていた56名の生徒が犠牲となった。それから2年経った時点でも原因は不明のままである。北管区、南管区の出身者も犠牲になっており、両管区政府はこの情報を中央管区に要求しているが、特別機密事項扱いとして中央管区は情報の開示を拒んでいる。群像はこの事故の生き残りで、琴乃は行方不明となり死亡したとされている。
Depth:116において各管区の首脳陣に総旗艦ヤマトの口から真実が語られ、霧の艦隊がアドミラリティー・コード喪失から100年後に別の指揮官(コマンダー)を求めた結果、適合する天羽琴乃を横浜まで迎えに来たが、その時点でメンタルモデルを霧は得ておらず穏便に邂逅しようとした結果失敗し、発生した高エネルギーで施設を破壊してしまった事故であるという。そして炎の中で琴乃とヤマトのコアが接触したことにより琴乃の今まで蓄積した人間性をコピーして「思考」を獲得、それが後に霧達にメンタルモデルの構築を促す結果になった。
またそれとは別に、ヤマトは被害を認識し施設の犠牲者達の蘇生措置を行いはじめ時間は掛ったものの最初の一人が蘇生している。
ミカサ戦術システム
ヒュウガが自身の使用経験がある旗艦装備を参考に構築した401の新戦術システム。今のところは重力子機関内蔵型超重砲艦SGCS-01「イツクシマ」SGCS-02「ハシダテ」（搭載している重力子機関は、回収したヒュウガのものを分割して搭載している）との3艦シンクロにより放つ新超重砲で使用したのと、システムコントロールおよび補給艦SGCS-03「マツシマ」を群像とヒュウガがヒュウガの残骸からナノマテリアルを回収するのに用いているのみである。
本来はヒュウガが搭乗したマツシマ（ヒュウガ曰くマツシマは自身の仮の船体と評している）をコアとしてオプション艦の全システムを連結して401との連動戦術を行うシステムで、新超重砲だけではなくマツシマから補給を受けることで継続しての戦闘が可能となっているとのこと。3艦全て必要最小限のナノマテリアルと金属素材および炭素素材を使用して作られたハイブリッド艦で、緊急用として人間用の簡易ブリッジが各艦に設けられている。マツシマからイツクシマとハシダテをコントロールもしくは3隻が合体することでの超重力砲発射や、無誘導になるものの補給用として搭載している侵食魚雷の発射など単独での戦闘も可能のようであるが、あくまでシステム自体がヒュウガによるコントロールを前提としているため、人間が使用する場合でもヒュウガのサポートが多少なりとも必要となるようである。
各艦の名は日清戦争時の連合艦隊所属艦、三景艦（松島、厳島、橋立）から採った物であると推測されるが、その形状を模した物では無い。
騎士団(The Cavalic Order)
欧州にいる新興勢力。欧州大戦の中で発生した新興勢力だが、討伐に乗り出したロシア軍を返り討ちにするなどして各国の正規軍を打ち破り覇権の拡大を続けている。彼らに占領された地域の一つであるクリミア半島周囲には「霧の回廊」と呼ばれる遮蔽フィールドに覆われていて、霧の艦艇でも調査不能の一帯と化しており明らかに現行の人類のものを超えた技術力を有している。
概念伝達
アニメ版に登場した、メンタルモデル同士の相互通信システム。距離や状況を問わずに意思疎通やデータ交換が可能だが、相手の位置を特定する機能はなく空間に乱れが生じている場合は使えない。使用時には洋風あずまやのような空間が生成されるが、メンタルモデルの心の機微に応じて緑が生い茂り小鳥が囀るようになったり、逆に全てが色あせ朽ち果てた状態にも変化する。また、劇場版「DC」で登場したヒエイが形成した概念伝達空間は生徒会室を模した物となっている。
フルバーストモード
アニメ版に登場した、イオナの高速航行形態。コンゴウでさえ追いつけないほどの速力を発揮するが、使用後は反動からしばらくセンサー類の感知力が落ちる。
アルス・ノヴァモード
アニメ版に登場した、船体を失ったイ401がタカオの全ナノマテリアルを与えられ復活し、彼女と融合することで変化した形態。外観は401を主体にタカオの装甲を足したような物で、タカオの武装をそのまま引き継いでいるため潜水艦には似つかわしくない高火力を得ている。また、副処理装置としてヒュウガ、タカオ、成り行きで同乗したキリシマ、ハルナも加わっているため、アクティブデコイを用いて400・402の両名を撹乱するほどの処理能力も発揮できる。一方、2艦融合という唯一無二の船体ゆえに独特の重力子機関のパターンを有しており、探知可能な全ての“霧”からそれと特定され隠密性は皆無に等しいという重大な問題を抱えている。
I-401（Combined;YAMATO）
劇場版Cadenzaに登場したイオナが委譲されたヤマトのコアの能力を発揮したことで、北極海に沈んでいたヤマトの残骸を再構成した上でイ401と合体した形態。外見上は401がヤマトの船体を纏ったような姿であり、ヤマトの船体中央に超重力砲発射形態の401が確認できる（この時401のバイナルパターンが通常のものから蒼き鋼のシンボルマークのような模様へと変化している）。超戦艦の能力を得たことで401を遥かに越える出力を獲得しており、多数の浮き砲台や超重力砲とミラーリングシステムを同時に使用可能などこれまでをはるかに越える戦闘力を発揮可能となる。なお、上記のアルス・ノヴァモードと同様の形態といえるが、融合した姿であるアルス・ノヴァモードと違い、あくまで合体しているという扱いである。

## 書誌情報
- Ark Performance 『蒼き鋼のアルペジオ』 少年画報社〈ヤングキングコミックス〉、既刊29巻（2025年7月30日現在）
  1. 2010年4月30日発売[37]、ISBN 978-4-7859-3375-3
  2. 2010年10月30日発売[38]、ISBN 978-4-7859-3495-8
  3. 2011年3月30日発売[39]、ISBN 978-4-7859-3593-1
  4. 2011年10月29日発売[40]、ISBN 978-4-7859-3726-3
  5. 2012年4月28日発売[41]、ISBN 978-4-7859-3831-4
  6. 2012年10月30日発売[42]、ISBN 978-4-7859-3954-0
  7. 2013年5月30日発売[43]、ISBN 978-4-7859-5056-9
  8. 2013年10月30日発売[44]、ISBN 978-4-7859-5150-4
  9. 2014年6月30日発売[45]、ISBN 978-4-7859-5327-0
  10. 2014年12月26日発売[46]、ISBN 978-4-7859-5460-4
  11. 2015年7月30日発売[47]、ISBN 978-4-7859-5599-1
  12. 2016年4月30日発売[48]、ISBN 978-4-7859-5762-9
  13. 2016年11月30日発売[49]、ISBN 978-4-7859-5915-9
  14. 2017年6月30日発売[50]、ISBN 978-4-7859-6034-6
  15. 2017年11月30日発売[51]、ISBN 978-4-7859-6075-9
    - 特装版 ISBN 978-4-7859-6076-6

  16. 2018年7月30日発売[52]、ISBN 978-4-7859-6254-8
  17. 2019年2月27日発売[53]、ISBN 978-4-7859-6392-7
  18. 2019年10月1日発売[54]、ISBN 978-4-7859-6488-7
    - 特装版[55] ISBN 978-4-7859-6487-0

  19. 2020年6月1日発売[56]、ISBN 978-4-7859-6685-0
  20. 2020年10月30日発売[57]、ISBN 978-4-7859-6785-7
  21. 2021年6月30日発売[58]、ISBN 978-4-7859-6940-0
  22. 2021年12月27日発売[59]、ISBN 978-4-7859-7061-1
  23. 2022年8月30日発売[60]、ISBN 978-4-7859-7215-8
  24. 2022年12月28日発売[61]、ISBN 978-4-7859-7219-6
    - 特装版[62] ISBN 978-4-7859-7220-2

  25. 2023年6月29日発売[63]、ISBN 978-4-7859-7432-9
  26. 2023年11月30日発売[64]、ISBN 978-4-7859-7547-0
  27. 2024年5月30日発売[65]、ISBN 978-4-7859-7649-1
  28. 2024年10月30日発売[66]、ISBN 978-4-7859-7800-6
  29. 2025年7月30日発売[67]、ISBN 978-4-7859-7992-8
- Ark Performance『蒼き鋼のアルペジオ OFFICIAL BOOK 〜戦闘詳報2059〜』 少年画報社〈ヤングキングコミックス〉
  1. 2014年6月3日発売、ISBN 978-4-7859-5328-7
  2. 「第2報」 2024年10月30日発売、ISBN 978-4-7859-7801-3
- 日暮茶坊『蒼き鋼のアルペジオ −アルス・ノヴァ− 横須賀出港』ベストセラーズ
  - 2014年7月3日発売、ISBN 978-4-584-13576-1
- 日暮茶坊『蒼き鋼のアルペジオ −アルス・ノヴァ- それぞれの航路』ベストセラーズ
  - 2014年10月25日発売、ISBN 978-4-584-13597-6
- TALI 『ソルティ・ロード』 少年画報社〈ヤングキングコミックス〉、全3巻
  1. 2015年7月14日発売、ISBN 978-4-7859-5598-4
  2. 2015年10月30日発売、ISBN 978-4-7859-5653-0
  3. 2016年4月30日発売、ISBN 978-4-7859-5763-6
- 高内優向 『霧くまs THE COMIC』 少年画報社〈ヤングキングコミックス〉、全1巻
  - 2016年5月14日初版発行、ISBN 978-4-7859-5764-3
- ムサシマル 『クロスライン』 少年画報社〈ヤングキングコミックス〉、全2巻
  1. 2016年12月1日発売、ISBN 978-4-7859-5916-6
  2. 2017年11月30日発売、ISBN 978-4-7859-6127-5
- いけださくら 『シーグラス』 少年画報社〈ヤングキングコミックス〉、全2巻
  1. 2018年7月30日発売、ISBN 978-4-7859-6256-2
  2. 2019年2月27日発売、ISBN 978-4-7859-6394-1
- 十一虎 『ようこそ蒼き鋼へ!』 少年画報社〈ヤングキングコミックス〉、全1巻
  - 2019年2月27日発売、ISBN 978-4-7859-6393-4
- 一葵さやか 『メンタルモデル・リサーチ』 少年画報社〈ヤングキングコミックス〉、全2巻
  1. 2019年10月1日発売、ISBN 978-4-7859-6529-7
  2. 2020年6月1日発売、ISBN 978-4-7859-6686-7
- 森田繁 『蒼き鋼のアルペジオ ノベライズ』 少年画報社〈ヤングキングコミックス〉、全1巻
  - 2018年7月30日発売、ISBN 978-4-7859-6255-5
- 蒼き鋼のアルペジオーアルス・ノヴァーコミックアンソロジー 〈IDコミックス DNAメディアコミックス〉、一迅社、全2巻
  1. 2014年6月25日発売、ISBN 978-4-7580-0892-1
  2. 2014年9月25日発売、ISBN 978-4-7580-0826-6
- 劇場版 蒼き鋼のアルペジオ -アルス・ノヴァ- コミックアンソロジー 〈DNAメディアコミックス〉、一迅社、全1巻
  - 2015年12月2日発売、ISBN 978-4-7580-0892-1
- 蒼き鋼のアルペジオ -アルス・ノヴァ- オフィシャルアーカイブ、一迅社
  - 2014年4月18日発売、ISBN 978-4-7580-1366-6
- 劇場版 蒼き鋼のアルペジオ -アルス・ノヴァ- オフィシャルアーカイブ、一迅社
  - 2015年12月2日発売、ISBN 978-4-7580-1468-7
- 蒼き鋼のアルペジオ -アルス・ノヴァ- ブルー・コレクション（DENGEKI HOBBY BOOKS）、KADOKAWA/アスキー・メディアワークス
  - 2014年3月20日発売、ISBN 978-4-04-866443-1
- 蒼き鋼のアルペジオ‐アルス・ノヴァ‐BLUE RECORD（ホビージャパンMOOK 547）、ホビージャパン
  - 2014年2月26日発売、ISBN 978-4-7986-0754-2
- 蒼き鋼のアルペジオ-アルス・ノヴァ- Blue Scorea（ホビージャパンMOOK 730）、ホビージャパン
  - 2016年11月4日発売、ISBN 978-4-7986-1252-2
- 蒼き鋼のアルペジオ アンソロジーコミック アルペジオ・トリニティ〈ヤングキングコミックス〉、少年画報社、全1巻
  - 2021年12月27日発売[68]、ISBN 978-4-7859-7062-8

### 応募者企画
- 2011年12月、単行本第4巻の発売を記念して、「コミックス連動企画」として「スペシャルドラマCD」と冊子『アルペジオ SPECIAL BOOK』の応募者全員サービスが行われた[69]。これは単行本第4巻付属の応募券と、同時期に発売された『ヤングキングアワーズ』2011年12月号または2012年1月号に付属の台紙に実費を添えて申し込む形の企画であった[69]。
- ドラマCDの内容はドラマ「アルペジオ始まりの物語」およびラジオ番組風プログラム「共同戦術ネットワーク」、冊子には、タカオの函館での行動を描いた描き下ろし漫画、設定画集、コラムが収録されていた[69]。

## コラム・トリビュート作など
『ヤングキングアワーズ』または『月刊ヤングキングアワーズGH』（少年画報社）に掲載。
海洋技術学院タカオ部
『月刊ヤングキングアワーズGH』にて、2014年10月号より連載中。原作者のArk Performanceによるコラム。イラストは瀬田ヒナコが担当。
アルペジオ劇場
『月刊ヤングキングアワーズGH』にて、2014年11月号より2016年2月号まで連載。後述のアニメでのハルナ役：山村響による漫画コラム。
飛べないシーガル・スリー
『月刊ヤングキングアワーズGH』にて、2014年11月号に掲載。作画は今井哲也。
ソルティ・ロード
『月刊ヤングキングアワーズGH』にて、2014年12月号から2016年5月号まで連載。作者はTALI。イ401がコンゴウ艦隊と交戦している間、横須賀の海洋総合技術学院に潜入しているタカオと同居しているイ402、ズイカクがメインのコミック。全3巻。
霧くまs THE COMIC
『月刊ヤングキングアワーズGH』にて、2015年12月号から2016年5月号まで連載。作画担当は高内優向。全1巻。
クロスライン
『月刊ヤングキングアワーズGH』にて、2016年6月号から2017年8月号まで連載。作画担当はムサシマル。全2巻。
蒼き鋼のアルペジオ ノベライズ
『月刊ヤングキングアワーズGH』にて、2017年6月号から2018年6月号まで連載された小説。森田繁（スタジオぬえ）作。
シーグラス
『月刊ヤングキングアワーズGH』にて、2018年1月号から2019年1月号まで連載。作画担当はいけださくら。
ようこそ蒼き鋼へ!
『月刊ヤングキングアワーズGH』にて、2018年1月号から2019年2月号まで連載。作画担当は十一虎。
メンタルモデル・リサーチ
『月刊ヤングキングアワーズGH』にて、2019年3月号から2020年3月号まで連載。作画担当は一葵さやか。
出撃!喫茶あるぺじお
『月刊ヤングキングアワーズGH』にて、2020年4月号から2022年1月号まで連載。作画担当は小竹田貴弘。
蒼き鋼のアルペジオ アンソロジー
『月刊ヤングキングアワーズGH』にて、2021年9月号から2022年1月号まで連載。作画担当は高内優向。
金曜日のニャルペジオ
『ヤングキングアワーズ』にて、2023年5月号から連載。作画担当はツナシカズトラ。
蒼き鋼のアルペジオ〜海洋技術総合学院タカオ部〜
『月刊ヤングキングアワーズGH』にて、2025年1月号から連載中。コラム「タカオ部」のArk Performance自身によるコミカライズ。

## テレビアニメ
2013年5月30日にアニメ化が発表され、『蒼き鋼のアルペジオ -アルス・ノヴァ-』（あおきはがねのアルペジオ アルス・ノヴァ）のタイトルで同年10月から12月まで放送された。サブタイトルの「アルス・ノヴァ（ARS NOVA）」は、音楽の「新技法（アルス・ノーヴァ）」に由来する。全12話。
本作の大きな特徴として、登場人物を含め、作中の動く物体はほぼフル3DCGで制作されている。3DCGアニメとして作ることは、監督の岸誠二が提案したという。同時期に放映された「楽園追放」「シドニアの騎士」と共に、この3作品は「フル3DCGジャパニメーション作品の走り」として話題になることが多い。
ストーリーにおいては、10巻を越えてなお連載中の長編を、1クール分のショートシリーズで一区切りをつける都合もあって、キャラクターの約半分が削減されたほか、設定が一部変更されたことに伴い、ハルナ・キリシマ戦や刑部邸襲撃後から硫黄島到着以降の展開はアニメオリジナルとなっている。ナレーションは中田譲治が担当している。

### スタッフ
- 原作 - Ark Performance[10]
- 監督 - 岸誠二[10]
- 助監督 - 柿本広大[10]
- シリーズ構成 - 上江洲誠[10]
- SF考証 - 森田繁[10]
- キャラクターデザイン - 森田和明[10]
- メカデザイン - 松本剛彦[10]
- 美術デザイン - チーム・ティルドーン[10]
- 3Dアニメーションディレクター - 鈴木大介[10]
- モデリングディレクター - 足立博志
- 美術監督 - 宮越歩[10]
- 色彩設計 - 伊東さき子[10]
- 撮影監督 - 奥村大輔[10]
- 編集 - 廣瀬清志[10]
- 音響監督 - 飯田里樹[10]
- 音楽 - 甲田雅人[10]
- 音楽制作 - フライングドッグ
- 音楽プロデューサー - 西辺誠
- プロデューサー - 南健、真鍋義朗、川北健、福田順、岡村武真、山崎史紀、野々口嘉孝
- アニメーションプロデューサー - 里見哲朗、柴宏和
- アニメーション制作 - サンジゲン[10]
- 協力 - 海上自衛隊、艦隊これくしょん -艦これ-、C2機関、ビーライズ
- 製作 - アルペジオ・パートナーズ（フライングドッグ、ウルトラスーパーピクチャーズ、サミー、クロックワークス、創通、ショウゲート、少年画報社）

### 主題歌
「SAVIOR OF SONG」
ナノ feat.MY FIRST STORYによるオープニングテーマ。作詞はナノ、作曲はMY FIRST STORYがそれぞれ担当し、編曲はWEST GROUNDが行う。
「ブルー・フィールド」
Trident（渕上舞、沼倉愛美、山村響）によるエンディングテーマ。第2 - 4話および第6 - 8話で使用。作詞・作曲・編曲はHeart's Cry。
「Innocent Blue」
Tridentによるエンディングテーマ。第5、9、11話で使用。作詞・作曲はfu_mou、編曲は甲田雅人。
「Our Story」
ナノ作詞・歌による第12話エンディングテーマ。作曲は北村武、編曲はWEST GROUND。
「Purest Blue」
Tridentによるエンディングテーマ。再放送版の第4、6、8、11話で使用。作詞・作曲・編曲はHeart's Cry。
「Silver Sky」
ナノ作詞・歌による第10話挿入歌。作曲・編曲は甲田雅人。

### 各話リスト
| 話数 | サブタイトル   | 脚本       | 絵コンテ | 演出         | CGディレクター     |
| ---- | -------------- | ---------- | -------- | ------------ | ------------------ |
| #01  | 航路を持つ者   | 上江洲誠   | 柿本広大 | 柿本広大     | 今義和             |
| #02  | 嵐の中へ       | 森田繁     | 平井義通 | 平井義通     | 植高正典           |
| #03  | 要塞港、横須賀 | 森田繁     | 橋本裕之 | 橋本裕之     | 鈴木大介、名倉晋作 |
| #04  | 横須賀急襲     | 中村浩二郎 | 柿本広大 | 山田雅之     | 今義和             |
| #05  | 人ならざる者   | 日暮茶坊   | kapu     | 平井義通     | 植高正典           |
| #06  | ともだち       | 中村浩二郎 | 古田丈司 | セトウケンジ | 鈴木大介           |
| #07  | 硫黄島         | 上江洲誠   | 高橋正典 | 柿本広大     | 石田竜介、松浦宏樹 |
| #08  | 人形の家       | 森田繁     | 政木伸一 | 政木伸一     | 今義和             |
| #09  | 決死の脱出行   | 日暮茶坊   | 中野英明 | 江島泰男     | 鈴木大介           |
| #10  | その身を捧ぐ   | 中村浩二郎 | 平井義通 | 平井義通     | 植高正典           |
| #11  | 姉妹           | 森田繁     | 吉岡忍   | 博史池畠     | 今義和             |
| #12  | 航路を拓く力   | 上江洲誠   | 柿本広大 | 柿本広大     | 植高正典           |

### 放送局
| 放送地域   | 放送局     | 放送期間                  | 放送日時                     | 放送系列                      | 備考                                                       |
| ---------- | ---------- | ------------------------- | ---------------------------- | ----------------------------- | ---------------------------------------------------------- |
| 近畿広域圏 | 毎日放送   | 2013年10月8日 - 12月24日  | 火曜 2:55 - 3:25（月曜深夜） | TBS系列                       |                                                            |
| 東京都     | TOKYO MX   | 2013年10月10日 - 12月26日 | 木曜 22:00 - 22:30           | 独立局                        |                                                            |
| 日本全域   | BS日テレ   | 2013年10月14日 - 12月30日 | 月曜 0:00 - 0:30（日曜深夜） | BS放送                        |                                                            |
| 日本全域   | AT-X       | 2013年10月15日 - 12月31日 | 火曜 22:30 - 23:00           | アニメ専門CS放送              | リピート放送あり                                           |
| 韓国全域   | ANIPLUS    | 2013年10月9日 - 12月25日  | 水曜 22:30 - 23:00           | CS放送、IP放送 ケーブルテレビ | 15歳以上視聴可で放送 韓国語字幕あり ネット配信でも同時配信 |
| 兵庫県     | サンテレビ | 2014年4月5日 - 6月21日    | 土曜 22:30 - 23:00           | 独立局                        | エンドカードは「再放送」を使用                             |
| 日本全域   | BS11       | 2015年7月8日 -            | 水曜 1:00 - 1:30（火曜深夜） | BS放送                        | 『ANIME+』枠 エンドカードは「再々放送」を使用              |

ネット配信
| 配信局             | 配信期間                      | 配信日時           | 備考                                                                                    |
| ------------------ | ----------------------------- | ------------------ | --------------------------------------------------------------------------------------- |
| ニコニコ生放送     | 2013年10月10日 - 12月26日     | 木曜 22:00 - 22:30 | エンドカードは第5話以降で使用                                                           |
| ニコニコチャンネル | 2013年10月10日 - 12月26日     | 木曜 22:30 更新    | エンドカードは第5話以降で使用                                                           |
| バンダイチャンネル | 2013年10月17日 - 2014年1月2日 | 木曜 23:00 更新    | 見放題サービス利用者は全話見放題                                                        |
| dアニメストア      | 2013年10月18日 - 2014年1月3日 | 金曜 12:00 更新    | 見放題サービス利用者は全話見放題                                                        |
| ANIPLUS            | 2013年10月9日 - 12月25日      | 水曜 22:30 - 23:00 | 韓国における配信 CS放送、ケーブルテレビでも同時配信 15歳以上視聴可で放送 韓国語字幕あり |

### 霧くまs
読みは「きりくまず」（アニメでは「きりくまーず」と発音されていた）。2014年4月から同年6月までTOKYO MXとサンテレビにて行われた再放送分で、本編に続いて放送されたCM枠の1分アニメ。放送後はYouTubeにて配信された。なお、公式サイトからの視聴も可能。
メンタルモデルが全員クマのぬいぐるみ「ヨタロウ」の姿になってしまった世界のコメディ作品である。漫画版も連載されている。
スタッフ
- 監督 - 岸誠二
- 構成 - 上江洲誠
- 脚本 - 森田繁、中村浩二郎、日暮茶坊
- 演出 - 鈴木大介
- 音楽 - 甲田雅人
- アニメーション制作 - サンジゲン

各話リスト
| 話数    | サブタイトル | 放送日        |
| ------- | --- | ------------- |
| SPOT#1  | あのイントネ〜ション 1「幽体離脱」 キリシマの野望 1                                                                         | 2014年 4月5日 |
| SPOT#2  | あのイントネ〜ション 2「求愛行動」 全裸温泉 1 ハルナの辞典 第1版「自宅警備員」                                              | 4月12日       |
| SPOT#3  | 合体戦艦 キリシマ☆ハルナ 1 困惑タカオとヒュウガ博士 1 キリシマの野望 2                                                      | 4月19日       |
| SPOT#4  | キリシマの野望 3 合体戦艦 キリシマ☆ハルナ 2 ハルナの辞典 第2版「あざとい」 あのイントネ〜ション 3「就職活動」               | 4月26日       |
| SPOT#5  | あのイントネ〜ション 4「希望退職」 コマーシャル 1 端午の節句                                                                | 5月3日        |
| SPOT#6  | 野生の王国 1 困惑タカオとヒュウガ博士 2 野生の王国 2                                                                        | 5月10日       |
| SPOT#7  | あのイントネ〜ション 5「QRコード」[注 9] あのイントネ〜ション 6「シャンソン歌手」 コマーシャル 2 キリシマの野望 4           | 5月17日       |
| SPOT#8  | 全裸温泉 2 大戦艦コンゴウさん あのイントネ〜ション 7「九州旅行」                                                            | 5月24日       |
| SPOT#9  | 恋するフォーチュン☆タカオ 熊の艦隊 困惑タカオとヒュウガ博士 3                                                               | 5月31日       |
| SPOT#10 | 合体戦艦 キリシマ☆ハルナ 最終話 キリシマの野望 5                                                                            | 6月7日        |
| SPOT#11 | あのイントネ〜ション 8「QRコード」[注 9] あのイントネ〜ション 9「東京特許許可局」 わたしはマヤ 1 ハルナの辞典 第3版「魚雷」 | 6月14日       |
| SPOT#12 | キリシマの野望 6 あのイントネ〜ション 10「九蓮宝燈」 わたしはマヤ 2 キリシマの野望 7                                        | 6月21日       |
| SPOT#13 | 「Purest Blue」霧くまsバージョン                                                                                            | 6月28日       |

### BD / DVD
| 巻  | 発売日         | 収録話          | 規格品番     | 規格品番 |
| 巻  | 発売日         | 収録話          | BD           | DVD      |
| --- | -------------- | --------------- | ------------ | -------- |
| 1   | 2013年12月27日 | 第1話 - 第2話   | VTZF-37      | VTZF-43  |
| 2   | 2014年2月7日   | 第3話 - 第4話   | VTZF-38      | VTZF-44  |
| 3   | 2014年3月7日   | 第5話 - 第6話   | VTZF-39      | VTZF-45  |
| 4   | 2014年4月4日   | 第7話 - 第8話   | VTZF-40      | VTZF-46  |
| 5   | 2014年5月2日   | 第9話 - 第10話  | VTZF-41      | VTZF-47  |
| 6   | 2014年6月6日   | 第11話 - 第12話 | VTZF-42      | VTZF-48  |
| BOX | 2015年9月15日  | 全12話          | VTXF 91 - 93 | BDのみ   |

### Webラジオ
『蒼きラジオのアルペジオ』のタイトルで、2013年8月29日から2014年1月16日まで音泉にて毎週木曜配信。パーソナリティはイオナ役・渕上舞、タカオ役・沼倉愛美、ハルナ役・山村響、全14回。
2014年9月から『蒼きラジオのアルペジオ改』と題して新たに配信を開始。パーソナリティや配信サイトに変更はない。9月18日にプレ配信（第00回）され、10月16日から隔週木曜、12月11日から毎週木曜に配信、2016年3月31日に番組終了、全50回。
2015年11月7日、ガールズ&パンツァーとのコラボ番組『蒼きラジオのアルペジオ改〜アルパン!イオナが西住みほと海で出会った〜』が配信された。パーソナリティは渕上舞（イオナ 役、西住みほ 役）、沼倉愛美（タカオ 役）、中上育実（秋山優花里 役）。

#### ラジオCD/DJCD
- ラジオCD「蒼きラジオのアルペジオ」Vol.1（2014年1月1日）

- DISC1：ゲスト：内山夕実(キリシマ 役)
- DISC2：ラジオアーカイブ第1回 - 第7回　MP3にて収録

- ラジオCD「蒼きラジオのアルペジオ」Vol.2（2014年8月18日）

- DISC1：ゲスト：興津和幸（千早群像 役）
- DISC2：ラジオアーカイブ第8回 - 第14回　MP3にて収録

- ラジオCD「蒼きラジオのアルペジオ改」Vol.1（2015年4月29日）

- DISC1：ゲスト：M・A・O（ヒエイ 役）
- DISC2：ラジオアーカイブ第00回 - 第12回　MP3にて収録

- ラジオCD「蒼きラジオのアルペジオ改」Vol.2（2015年9月30日）

- DISC1：ゲスト：藤田咲（ヒュウガ 役）
- DISC2：ラジオアーカイブ第13回 - 第24回　MP3にて収録

- ラジオCD「蒼きラジオのアルペジオ改」Vol.3（2016年1月27日）

- DISC1：ゲスト：佐藤聡美（ナチ 役）
- DISC2：ラジオアーカイブ第25回 - 第36回　MP3にて収録

- ラジオCD「蒼きラジオのアルペジオ改」Vol.4（2016年5月25日）

- DISC1：ゲスト：三森すずこ（アシガラ 役）
- DISC2：ラジオアーカイブ第37回 - 第50回　MP3にて収録

### ドラマCD（アニメ版）
『ヤングキングアワーズ』2014年2月号に、ドラマCD「メンタルモデルも電気羊の夢を見るのではないか?」が付録となっている。
スタッフ
- 脚本 - 上江洲誠、日暮茶坊、中村浩二郎
- 音響監督 - 飯田里樹
- 録音調整 - 中野陽子
- 効果 - 奥田維城
- 音響制作担当 - 高井琢磨、齋藤祐樹
- 音響スタジオ - ビクタースタジオ

収録内容
1. 硫黄島到着前
2. タカオ、愛のリベンジ大作戦
3. タカオの部屋1
4. CM
5. 押忍! アルペジオ学園
6. タカオの部屋2
7. ご挨拶

### 特別番組
2014年6月28日 22:30 - 23:00にTOKYO MXとサンテレビにて、特別編『Trident 密着ドキュメント 〜航海の先に、見えたモノ〜』が上述の『霧くまs』#13と併せて放映され、翌6月29日 1:00 - 1:30にはニコニコ生放送でも配信された。このエンディングにおいて、劇場アニメの制作が発表された。

### ノベライズ
蒼き鋼のアルペジオ -アルス・ノヴァ- 横須賀出航
発売日 - 2014年7月23日 / 作 - 日暮茶坊 / イラスト - サンジゲン / 発売元 - KKベストセラーズ / ISBN 978-4-5841-3576-1
蒼き鋼のアルペジオ -アルス・ノヴァ- それぞれの航路
発売日 - 2014年10月24日 / 作 - 日暮茶坊 / イラスト - サンジゲン / 発売元 - KKベストセラーズ / ISBN 978-4-5841-3597-6

### アプリ
- 蒼き鋼のアルペジオ -アルス・ノヴァ- fone（2015年3月9日発売、アニフォン[注 11]）
- 蒼き鋼のアルペジオ -アルス・ノヴァ- イオナアラーム（2015年10月2日発売、博報堂DYミュージック&ピクチャーズとゲームゲート）
- 蒼き鋼のアルペジオ -アルス・ノヴァ- LINEスタンプ（2015年10月18日発売、博報堂DYミュージック&ピクチャーズとゲームゲート）

### パチスロ
- パチスロ蒼き鋼のアルペジオ -アルス・ノヴァ-（2017年）
- パチスロ蒼き鋼のアルペジオ -アルス・ノヴァ- Mental Model ver.（2018年)
2機種とも、製造：タイヨーエレック・販売：サミー

### 受賞歴
- ニュータイプアニメアワード2014
  - メカデザイン賞
  - マスコットキャラクター賞：ヨタロウ

## 劇場アニメ
2015年に全2作で公開され、少年画報社創立70周年記念作品として製作された。
『DC』と『Cadenza』の2本でひとつのTVシリーズの続編という位置づけとなる。
第1作『劇場版 蒼き鋼のアルペジオ -アルス・ノヴァ- DC』は、同年1月31日に公開。テレビシリーズの再構成分に、新規映像として東洋方面巡航艦隊の生徒会ことヒエイ率いる部隊との戦いを追加したディレクターズ・カット（DC）版である。キャッチコピーは「出航せよ。この閉塞した世界に風穴を開けるために」。同年9月23日にはTOKYO MX 1でテレビ初放送された。興行収入は1億6000万円。
第2作『劇場版 蒼き鋼のアルペジオ -アルス・ノヴァ- Cadenza』は、完全新作として同年10月3日に公開。TVシリーズから『劇場版 DC』へと続いたアニメオリジナルのストーリーは、本作で一応の完結をみる。キャッチコピーは「霧の風紀は　地球の風紀。」「これは、人類への降伏勧告である。」。興行収入は2億1800万円。
『劇場版 Cadenza』で監督の岸は、目指したいものとして「これは家族になる物語」を掲げてアイデアメモに書き、構成の上江州に送ったという。その段階で、作品のクライマックスであるアドミラリティ・コードから信託を受ける瞬間に消えてしまうというヤマトの設定とイオナがデュアルコアであるという設定を合わせることも決まっていた。

### スタッフ（劇場アニメ）
- 原作 - Ark Performance
- 監督 - 岸誠二
- 助監督 - 柿本広大
- 構成 - 上江洲誠
- SF考証 - 森田繁
- キャラクターデザイン - 森田和明
- メカデザイン - 松本剛彦、足立博志（Cadenza）、鈴木大介（Cadenza）
- 美術デザイン - チーム・ティルドーン、泉寛（Cadenza）
- 色彩設定 - 伊東さき子
- 3DCGアニメーションディレクター - 鈴木大介
- モデリングディレクター - 足立博志
- 作画監督 - 小倉典子
- 美術監督 - 宮越歩（DC）、大久保錦一（Cadenza）、福留嘉一（Cadenza）
- 撮影監督 - 奥村大輔
- 編集 - 廣瀬清志
- 音響監督 - 飯田里樹
- 音楽 - 甲田雅人
- アニメーション制作 - サンジゲン
- 配給 - ショウゲート
- 製作 - アルペジオ・パートナーズ（フライングドッグ、ウルトラスーパーピクチャーズ、サミー、クロックワークス、ショウゲート、少年画報社、創通）

### 各章リスト
| サブタイトル | 脚本                       | 絵コンテ                                               | 演出                     | CGディレクター                      |
| ------------ | -------------------------- | ------------------------------------------------------ | ------------------------ | ----------------------------------- |
| DC           | 上江洲誠 森田繁            | 柿本広大、平井義通 政木伸一                            | 平井義通                 | 三村厚史、石川真平                  |
| Cadenza      | 上江洲誠 森田繁 中村浩二郎 | 柿本広大、橋本裕之 林直孝、渡邊哲哉 佐野隆史、政木伸一 | 柿本広大 橋本裕之 林直孝 | 今義和、植高正典 石川真平、中村基樹 |

### BD / DVD
| 収録話  | 発売日         | 規格品番             | 規格品番 | 規格品番 |
| 収録話  | 発売日         | 初回生産限定特装版BD | 通常盤BD | DVD      |
| ------- | -------------- | -------------------- | -------- | -------- |
| DC      | 2015年7月3日   | VTZF-65              | VTXF-45  | VTBF-158 |
| Cadenza | 2015年12月19日 | VTZF-66              | VTXF-46  | VTBF-159 |

#### ライブ
劇場版 蒼き鋼のアルペジオ －アルス・ノヴァ－ DC 初回生産限定版 BD版のみ
- 特典：Trident 1st LIVE“Blue Snow”2015.3.22＠舞浜アンフィシアター

劇場版 蒼き鋼のアルペジオ ‐アルス・ノヴァ‐ Cadenza 初回生産限定版 BD版のみ
- 「蒼き鋼のアルペジオ –アルス・ノヴァ-」Character Songs LIVE “Blue Field”〜Finale〜 2015.12.19＠よこすか芸術劇場

単品
Trident THE LAST LIVE「Thank you for your “BLUE” at Makuhari Messe」2016.4.3開催 （発売日：2016.7.15）

### 主題歌（劇場アニメ）
「Rock On.」
『DC』主題歌。作詞・歌はナノ、作曲・編曲はWEST GROUND。
「Blue Snow」
『DC』オープニングテーマ。作詞・作曲・編曲はHeart's Cry、歌はTrident。
「Blue Destiny」
『Cadenza』主題歌。作詞・作曲・編曲はHeart's Cry、歌はTrident。
「Last Refrain」
『Cadenza』挿入歌。作曲はWEST GROUND、 編曲は亀岡夏海、歌はナノ。

### インターネットテレビ
- 「渕上舞の急速せんこ〜」、YouTube、Flying Dog 公式ちゃんねるにて「劇場版 蒼き鋼のアルペジオ -アルス・ノヴァ- Cadenza」の舞台裏や制作などをイオナ役の渕上舞さんがレポートする（YouTube、Flying Dog：2015年7月10日 - 2015年10月10日 ）全10回[82]。

### Webラジオ
『劇場版 蒼き鋼のアルペジオ -アルス・ノヴァ- Cadenza』と『ガールズ&パンツァー 劇場版』の公開が前後し、両作品に渕上舞が出演していることからコラボレーションが実現した。
- 2015年11月7日音泉にてSP配信、タイトル名『蒼きラジオのアルペジオ改〜アルパン!イオナが西住みほと海で出会った〜』[83]。
  - パーソナリティー

イオナ役・西住みほ役（渕上舞）
タカオ役（沼倉愛美）
秋山優花里役（中上育実）
- 2015年11月28日音泉にてSP配信、タイトル名『ガールズ＆パンツァーRADIO〜ガルペジオ!西住みほがイオナと陸で出会った〜』[84]。
  - パーソナリティー

イオナ役/西住みほ役（渕上舞）
冷泉麻子役（井口裕香）
ハルナ役（山村響）
- 2016年2月21日、有楽町朝日ホールにて開催された公開録音、タイトル名『「ガールズ＆パンツァーRADIO＆蒼きラジオのアルペジオ改」コラボラジオ ガールズ＆パンツァーRADIO〜ガルペジオ！西住みほがイオナと公録で出会った〜』[85]。音源は同年2月27日音泉にてSP配信。
  - 出演者

イオナ役/西住みほ役（渕上舞）
武部沙織役（茅野愛衣）
タカオ役（沼倉愛美）

## 蒼き鋼のアルペジオ -アルス・ノヴァ- Re:Birth
2019年5月15日に配信開始されたシミュレーションゲーム。
2020年1月31日サービス終了。